# KNVB Beker 2020/21 (mannen)

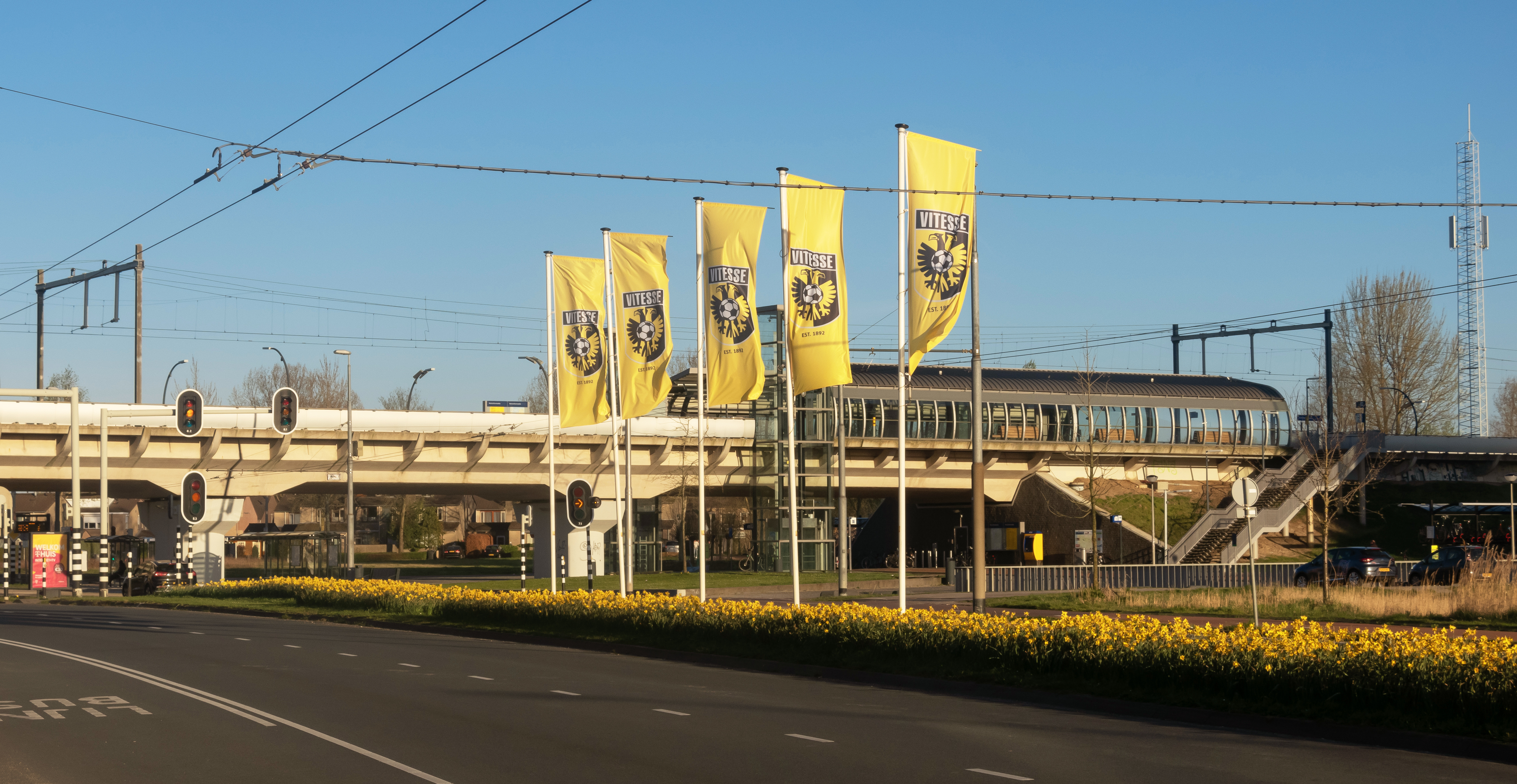
Station Arnhem Zuid met Vitessevlaggen voor de bekerfinale tegen Ajax

De KNVB Beker 2020/21, om sponsorredenen officieel de TOTO KNVB Beker genoemd, was de 103e editie van het toernooi om de KNVB Beker. De finale werd op zondag 18 april 2021 gehouden tussen Ajax en Vitesse in De Kuip. Door de gevolgen van de coronapandemie werd er geen bekerfinale in het seizoen 2019/20 gespeeld, hierdoor bleef Ajax de bekerhouder. Dit seizoen prolongeerde Ajax de beker door in de finale met 2-1 te winnen van Vitesse. De winnaar van de beker kreeg een ticket voor de play-off ronde van de Europa League, omdat Ajax tevens landskampioen werd, en zich kwalificeerde voor de Champions League, ging het Europa League ticket naar de nummer drie in de competitie, AZ.

## Speeldata
| Ronde                    | Loting                                                                     | Speeldata                                  |
| ------------------------ | -------------------------------------------------------------------------- | ------------------------------------------ |
| Eerste kwalificatieronde | 23 juli 2020                                                               | 29 en 30 augustus 2020                     |
| Tweede kwalificatieronde | 23 juli 2020                                                               | 6, 7 en 13 oktober 2020                    |
| Eerste ronde             | 3 oktober 2020                                                             | 26, 27 en 28 oktober, 1 en 2 december 2020 |
| Tweede ronde             | 21 november 2020                                                           | 15, 16 en 17 december 2020                 |
| Achtste finales          | 19 december 2020                                                           | 19, 20 en 21 januari 2021                  |
| Kwartfinales             | 19 december 2020 (thuisspelende clubs) 23 januari 2021 (uitspelende clubs) | 9, 10, 11 en 17 februari 2021              |
| Halve finales            | 23 januari 2021 (thuisspelende clubs) 13 februari 2021 (uitspelende clubs) | 2 en 3 maart 2021                          |
| Finale                   | 13 februari 2021                                                           | 18 april 2021                              |

## Wedstrijden

### Kwalificatierondes
De loting voor de eerste en tweede kwalificatieronde werd op 23 juli 2020 verricht door Martijn van Oers, een speler van VV DWOW, via het YouTube-kanaal van de KNVB.

#### Eerste kwalificatieronde
Aan de eerste kwalificatieronde namen 60 amateurverenigingen deel. De wedstrijden vonden plaats in het weekend van 29 en 30 augustus 2020. De deelnemende teams in deze ronde waren de vier best presterende teams van de zes districtsbekers uit het niet afgemaakte seizoen 2019/20 en de teams uit de Derde divisie 2020/21. De winnaars gaan naar de tweede kwalificatieronde.
|                            |                                                                    |               |          |                                                                                                  |
| 29 augustus 2020 14:30 uur | Capelle                                                            | 4 – 0 (2 – 0) | Hoogland | Stadion: Sportpark 't Slot, Capelle aan den IJssel Toeschouwers: 250 Scheidsrechter: T. Hardeman |
| 29 augustus 2020 14:30 uur | Van Eijk 18' Krznarić 21' Bosscha 66' Jansen 62', 68' Letterie 70' |               |          | Stadion: Sportpark 't Slot, Capelle aan den IJssel Toeschouwers: 250 Scheidsrechter: T. Hardeman |
| 29 augustus 2020 14:30 uur |                                                                    |               |          | Stadion: Sportpark 't Slot, Capelle aan den IJssel Toeschouwers: 250 Scheidsrechter: T. Hardeman |
| 29 augustus 2020 14:30 uur |                                                                    |               |          | Stadion: Sportpark 't Slot, Capelle aan den IJssel Toeschouwers: 250 Scheidsrechter: T. Hardeman |
|                            |                                                                    |               |          |                                                                                                  |

|                            |         |                                                                     |                |                                                                                           |
| 29 augustus 2020 14:30 uur | Cluzona | 0 – 4 (0 – 1)                                                       | Sparta Nijkerk | Stadion: Sportpark De Doelen, veld 2, Wouw Toeschouwers: 250 Scheidsrechter: N. Tunnissen |
| 29 augustus 2020 14:30 uur |         | 41' Van Nieuwkerk 62' (pen.) De Ruiter 70' Bakkenes 81' Van der Wal |                | Stadion: Sportpark De Doelen, veld 2, Wouw Toeschouwers: 250 Scheidsrechter: N. Tunnissen |
| 29 augustus 2020 14:30 uur |         |                                                                     |                | Stadion: Sportpark De Doelen, veld 2, Wouw Toeschouwers: 250 Scheidsrechter: N. Tunnissen |
| 29 augustus 2020 14:30 uur |         |                                                                     |                | Stadion: Sportpark De Doelen, veld 2, Wouw Toeschouwers: 250 Scheidsrechter: N. Tunnissen |
|                            |         |                                                                     |                |                                                                                           |

|                            |                                  |               |            |                                                                                   |
| 29 augustus 2020 14:30 uur | DVS '33 Ermelo                   | 3 – 1 (2 – 0) | Dongen     | Stadion: Sportpark DVS '33, Ermelo Toeschouwers: 500 Scheidsrechter: M. de Bruijn |
| 29 augustus 2020 14:30 uur | Roemeon 20' Akla 33' Loukili 90' |               | 77' Kamaçi | Stadion: Sportpark DVS '33, Ermelo Toeschouwers: 500 Scheidsrechter: M. de Bruijn |
| 29 augustus 2020 14:30 uur |                                  |               |            | Stadion: Sportpark DVS '33, Ermelo Toeschouwers: 500 Scheidsrechter: M. de Bruijn |
| 29 augustus 2020 14:30 uur |                                  |               |            | Stadion: Sportpark DVS '33, Ermelo Toeschouwers: 500 Scheidsrechter: M. de Bruijn |
|                            |                                  |               |            |                                                                                   |

|                            |                                        |                                      |                                  |                                                                                    |
| 29 augustus 2020 14:30 uur | Rijnvogels                             | 1 – 1 (1 – 1, 1 – 1) n.v. 2 – 4 pen. | JOS Watergraafsmeer              | Stadion: Sportpark De Kooltuin, Katwijk Toeschouwers: 250 Scheidsrechter: S. Spaan |
| 29 augustus 2020 14:30 uur | Tjin-Asjoe 8'                          |                                      | 20' Esajas                       | Stadion: Sportpark De Kooltuin, Katwijk Toeschouwers: 250 Scheidsrechter: S. Spaan |
| 29 augustus 2020 14:30 uur | Strafschoppen                          |                                      |                                  | Stadion: Sportpark De Kooltuin, Katwijk Toeschouwers: 250 Scheidsrechter: S. Spaan |
| 29 augustus 2020 14:30 uur | Bakker Van Duijn Reijneveld Driebergen |                                      | Burgers Bergwijn Hagary Gerritse | Stadion: Sportpark De Kooltuin, Katwijk Toeschouwers: 250 Scheidsrechter: S. Spaan |
|                            |                                        |                                      |                                  |                                                                                    |

|                            |      |                              |     |                                                                                         |
| 29 augustus 2020 14:30 uur | VVOG | 0 – 2 n.v.                   | DEM | Stadion: Sportpark De Strokel, Harderwijk Toeschouwers: 300 Scheidsrechter: S. Shukrula |
| 29 augustus 2020 14:30 uur |      | 95' Gencer 120' Van Gelderen |     | Stadion: Sportpark De Strokel, Harderwijk Toeschouwers: 300 Scheidsrechter: S. Shukrula |
| 29 augustus 2020 14:30 uur |      |                              |     | Stadion: Sportpark De Strokel, Harderwijk Toeschouwers: 300 Scheidsrechter: S. Shukrula |
| 29 augustus 2020 14:30 uur |      |                              |     | Stadion: Sportpark De Strokel, Harderwijk Toeschouwers: 300 Scheidsrechter: S. Shukrula |
|                            |      |                              |     |                                                                                         |

|                            |                                                                   |               |              |                                                                                |
| 29 augustus 2020 15:00 uur | Harkemase Boys                                                    | 6 – 0 (2 – 0) | USV Hercules | Stadion: Sportpark De Bosk, Harkema Toeschouwers: 250 Scheidsrechter: Rozendal |
| 29 augustus 2020 15:00 uur | Bentum 20', 80', 81' Prinsen 41' Renken 85' (pen.) Van Duinen 88' |               |              | Stadion: Sportpark De Bosk, Harkema Toeschouwers: 250 Scheidsrechter: Rozendal |
| 29 augustus 2020 15:00 uur |                                                                   |               |              | Stadion: Sportpark De Bosk, Harkema Toeschouwers: 250 Scheidsrechter: Rozendal |
| 29 augustus 2020 15:00 uur |                                                                   |               |              | Stadion: Sportpark De Bosk, Harkema Toeschouwers: 250 Scheidsrechter: Rozendal |
|                            |                                                                   |               |              |                                                                                |

|                            |                       |               |                             |                                                                           |
| 29 augustus 2020 15:00 uur | Hoek                  | 1 – 3 (0 – 2) | Oostzaan                    | Stadion: Sportpark Denoek, Hoek Toeschouwers: 250 Scheidsrechter: N. Boel |
| 29 augustus 2020 15:00 uur | Schalkwijk 72' (pen.) |               | 7', 24' Springer 90' Donald | Stadion: Sportpark Denoek, Hoek Toeschouwers: 250 Scheidsrechter: N. Boel |
| 29 augustus 2020 15:00 uur |                       |               |                             | Stadion: Sportpark Denoek, Hoek Toeschouwers: 250 Scheidsrechter: N. Boel |
| 29 augustus 2020 15:00 uur |                       |               |                             | Stadion: Sportpark Denoek, Hoek Toeschouwers: 250 Scheidsrechter: N. Boel |
|                            |                       |               |                             |                                                                           |

|                            |                                                                  |               |                       |                                                                                             |
| 29 augustus 2020 15:00 uur | Ter Leede                                                        | 6 – 2 (3 – 0) | Hoogezand             | Stadion: Sportpark De Roodemolen, Sassenheim Toeschouwers: 250 Scheidsrechter: F. de Winter |
| 29 augustus 2020 15:00 uur | Kaabouni 10', 51' Steemers 11', 43' Echahbouni 55' De Kruijs 89' |               | 70' Uuldriks 85' Slor | Stadion: Sportpark De Roodemolen, Sassenheim Toeschouwers: 250 Scheidsrechter: F. de Winter |
| 29 augustus 2020 15:00 uur |                                                                  |               |                       | Stadion: Sportpark De Roodemolen, Sassenheim Toeschouwers: 250 Scheidsrechter: F. de Winter |
| 29 augustus 2020 15:00 uur |                                                                  |               |                       | Stadion: Sportpark De Roodemolen, Sassenheim Toeschouwers: 250 Scheidsrechter: F. de Winter |
|                            |                                                                  |               |                       |                                                                                             |

|                            |           |                             |        |                                                                                  |
| 29 augustus 2020 17:00 uur | ACV Assen | 0 – 2 (0 – 0)               | Gemert | Stadion: Catawiki-Sportpark, Assen Toeschouwers: 225 Scheidsrechter: G. Stegeman |
| 29 augustus 2020 17:00 uur |           | 63' Van Lierop 82' Koenders |        | Stadion: Catawiki-Sportpark, Assen Toeschouwers: 225 Scheidsrechter: G. Stegeman |
| 29 augustus 2020 17:00 uur |           |                             |        | Stadion: Catawiki-Sportpark, Assen Toeschouwers: 225 Scheidsrechter: G. Stegeman |
| 29 augustus 2020 17:00 uur |           |                             |        | Stadion: Catawiki-Sportpark, Assen Toeschouwers: 225 Scheidsrechter: G. Stegeman |
|                            |           |                             |        |                                                                                  |

|                            |                                  |                           |                                      |                                                                                    |
| 29 augustus 2020 17:00 uur | AWC                              | 3 – 4 (1 – 1, 0 – 1) n.v. | ODIN '59                             | Stadion: Sportpark De Wijchert, Wijchen Toeschouwers: 350 Scheidsrechter: J. Vries |
| 29 augustus 2020 17:00 uur | Straten 66' De Bruijn 114', 117' |                           | 7' Buijs 94' Burger 101', 107' Jager | Stadion: Sportpark De Wijchert, Wijchen Toeschouwers: 350 Scheidsrechter: J. Vries |
| 29 augustus 2020 17:00 uur |                                  |                           |                                      | Stadion: Sportpark De Wijchert, Wijchen Toeschouwers: 350 Scheidsrechter: J. Vries |
| 29 augustus 2020 17:00 uur |                                  |                           |                                      | Stadion: Sportpark De Wijchert, Wijchen Toeschouwers: 350 Scheidsrechter: J. Vries |
|                            |                                  |                           |                                      |                                                                                    |

|                            |                                                      |               |     |                                                                                           |
| 29 augustus 2020 17:00 uur | Barendrecht                                          | 5 – 0 (3 – 0) | Erp | Stadion: Sportpark de Bongerd, Barendrecht Toeschouwers: 250 Scheidsrechter: J. te Kloeze |
| 29 augustus 2020 17:00 uur | Vorthoren 2', 27' Altıntaş 14' Samsey 71' Deprez 86' |               |     | Stadion: Sportpark de Bongerd, Barendrecht Toeschouwers: 250 Scheidsrechter: J. te Kloeze |
| 29 augustus 2020 17:00 uur |                                                      |               |     | Stadion: Sportpark de Bongerd, Barendrecht Toeschouwers: 250 Scheidsrechter: J. te Kloeze |
| 29 augustus 2020 17:00 uur |                                                      |               |     | Stadion: Sportpark de Bongerd, Barendrecht Toeschouwers: 250 Scheidsrechter: J. te Kloeze |
|                            |                                                      |               |     |                                                                                           |

|                            |                                          |                       |                                                                     |                                                                                 |
| 29 augustus 2020 17:00 uur | DOS Kampen                               | 0 – 0 n.v. 5 – 4 pen. | EVV                                                                 | Stadion: Sportpark De Maten, Kampen Toeschouwers: 800 Scheidsrechter: T. Winkel |
| 29 augustus 2020 17:00 uur |                                          |                       |                                                                     | Stadion: Sportpark De Maten, Kampen Toeschouwers: 800 Scheidsrechter: T. Winkel |
| 29 augustus 2020 17:00 uur | Strafschoppen                            |                       |                                                                     | Stadion: Sportpark De Maten, Kampen Toeschouwers: 800 Scheidsrechter: T. Winkel |
| 29 augustus 2020 17:00 uur | Rotman Bakker Adema Knul Dijkstra Jansen |                       | Gielen Vankan R. Kochanowski Van Dijck Geenen Vankan S. Kochanowski | Stadion: Sportpark De Maten, Kampen Toeschouwers: 800 Scheidsrechter: T. Winkel |
|                            |                                          |                       |                                                                     |                                                                                 |

|                            |                                                         |               |              |                                                                                   |
| 29 augustus 2020 17:00 uur | DTS Ede                                                 | 4 – 0 (2 – 0) | Best Vooruit | Stadion: Sportpark Inschoten, Ede Toeschouwers: 250 Scheidsrechter: W. Bronsvoort |
| 29 augustus 2020 17:00 uur | Palm 17' Verstraten 34' (pen.) Van Hasselt 48' Tmim 63' |               |              | Stadion: Sportpark Inschoten, Ede Toeschouwers: 250 Scheidsrechter: W. Bronsvoort |
| 29 augustus 2020 17:00 uur |                                                         |               |              | Stadion: Sportpark Inschoten, Ede Toeschouwers: 250 Scheidsrechter: W. Bronsvoort |
| 29 augustus 2020 17:00 uur |                                                         |               |              | Stadion: Sportpark Inschoten, Ede Toeschouwers: 250 Scheidsrechter: W. Bronsvoort |
|                            |                                                         |               |              |                                                                                   |

|                            |            |               |                                    |                                                                                            |
| 29 augustus 2020 17:00 uur | DUNO       | 1 – 3 (0 – 1) | UNA                                | Stadion: Sportpark De Waayenberg, Doorwerth Toeschouwers: 200 Scheidsrechter: E. ter Brake |
| 29 augustus 2020 17:00 uur | Jansen 55' |               | 2' Tielemans 75', 88' Van de Gevel | Stadion: Sportpark De Waayenberg, Doorwerth Toeschouwers: 200 Scheidsrechter: E. ter Brake |
| 29 augustus 2020 17:00 uur |            |               |                                    | Stadion: Sportpark De Waayenberg, Doorwerth Toeschouwers: 200 Scheidsrechter: E. ter Brake |
| 29 augustus 2020 17:00 uur |            |               |                                    | Stadion: Sportpark De Waayenberg, Doorwerth Toeschouwers: 200 Scheidsrechter: E. ter Brake |
|                            |            |               |                                    |                                                                                            |

|                            |                          |               |                                            |                                                                                                  |
| 29 augustus 2020 17:00 uur | DWOW                     | 2 – 5 (0 – 1) | Buitenpost                                 | Stadion: Sportpark de Wilskracht, Wieringerwerf Toeschouwers: 250 Scheidsrechter: L. van Leeuwen |
| 29 augustus 2020 17:00 uur | Kluvers 50' Kemmeren 80' |               | 44' Weening 49', 88', 90' Dijk 73' Derguti | Stadion: Sportpark de Wilskracht, Wieringerwerf Toeschouwers: 250 Scheidsrechter: L. van Leeuwen |
| 29 augustus 2020 17:00 uur |                          |               |                                            | Stadion: Sportpark de Wilskracht, Wieringerwerf Toeschouwers: 250 Scheidsrechter: L. van Leeuwen |
| 29 augustus 2020 17:00 uur |                          |               |                                            | Stadion: Sportpark de Wilskracht, Wieringerwerf Toeschouwers: 250 Scheidsrechter: L. van Leeuwen |
|                            |                          |               |                                            |                                                                                                  |

|                            |                                      |               |          |                                                                                   |
| 29 augustus 2020 17:00 uur | Excelsior '31                        | 3 – 0 (1 – 0) | Susteren | Stadion: Sportpark De Koerbelt, Rijssen Toeschouwers: 300 Scheidsrechter: K. Puts |
| 29 augustus 2020 17:00 uur | Ezafzafi 12' Thomas 54' Reinders 85' |               |          | Stadion: Sportpark De Koerbelt, Rijssen Toeschouwers: 300 Scheidsrechter: K. Puts |
| 29 augustus 2020 17:00 uur |                                      |               |          | Stadion: Sportpark De Koerbelt, Rijssen Toeschouwers: 300 Scheidsrechter: K. Puts |
| 29 augustus 2020 17:00 uur |                                      |               |          | Stadion: Sportpark De Koerbelt, Rijssen Toeschouwers: 300 Scheidsrechter: K. Puts |
|                            |                                      |               |          |                                                                                   |

|                            |                       |            |               |                                                                                    |
| 29 augustus 2020 17:00 uur | GOES                  | 1 – 0 n.v. | Sportlust     | Stadion: Sportpark Het Schenge, Goes Toeschouwers: 200 Scheidsrechter: T. Dogterom |
| 29 augustus 2020 17:00 uur | Schets 116' Bank 117' |            | 23', 90' Balk | Stadion: Sportpark Het Schenge, Goes Toeschouwers: 200 Scheidsrechter: T. Dogterom |
| 29 augustus 2020 17:00 uur |                       |            |               | Stadion: Sportpark Het Schenge, Goes Toeschouwers: 200 Scheidsrechter: T. Dogterom |
| 29 augustus 2020 17:00 uur |                       |            |               | Stadion: Sportpark Het Schenge, Goes Toeschouwers: 200 Scheidsrechter: T. Dogterom |
|                            |                       |            |               |                                                                                    |

|                            |                               |                                      |                                   |                                                                                                  |
| 29 augustus 2020 17:00 uur | Hoogeveen                     | 2 – 2 (2 – 2, 1 – 1) n.v. 1 – 4 pen. | DOVO                              | Stadion: Sportpark Bentinckspark, veld 9, Hoogeveen Toeschouwers: 300 Scheidsrechter: D. Schaper |
| 29 augustus 2020 17:00 uur | Engbers 12' Drent 77'         |                                      | 15' Van Essen 78' De Bondt        | Stadion: Sportpark Bentinckspark, veld 9, Hoogeveen Toeschouwers: 300 Scheidsrechter: D. Schaper |
| 29 augustus 2020 17:00 uur | Strafschoppen                 |                                      |                                   | Stadion: Sportpark Bentinckspark, veld 9, Hoogeveen Toeschouwers: 300 Scheidsrechter: D. Schaper |
| 29 augustus 2020 17:00 uur | M. Heerkes T. Heerkes Berends |                                      | De Bondt Arends Van Zeelst Beijer | Stadion: Sportpark Bentinckspark, veld 9, Hoogeveen Toeschouwers: 300 Scheidsrechter: D. Schaper |
|                            |                               |                                      |                                   |                                                                                                  |

|                            |                         |                       |                      |                                                                                       |
| 29 augustus 2020 17:00 uur | Hollandia               | 0 – 0 n.v. 1 – 3 pen. | Flevo Boys           | Stadion: Sportpark Julianapark, Hoorn Toeschouwers: 200 Scheidsrechter: B. van Kommer |
| 29 augustus 2020 17:00 uur |                         |                       |                      | Stadion: Sportpark Julianapark, Hoorn Toeschouwers: 200 Scheidsrechter: B. van Kommer |
| 29 augustus 2020 17:00 uur | Strafschoppen           |                       |                      | Stadion: Sportpark Julianapark, Hoorn Toeschouwers: 200 Scheidsrechter: B. van Kommer |
| 29 augustus 2020 17:00 uur | Deen Ploem Stevens Reus |                       | Ramos Nijboer Janzen | Stadion: Sportpark Julianapark, Hoorn Toeschouwers: 200 Scheidsrechter: B. van Kommer |
|                            |                         |                       |                      |                                                                                       |

|                            |                                       |               |                                       |                                                                                     |
| 29 augustus 2020 17:00 uur | AFC (zaterdag)                        | 1 – 2 (0 – 1) | GVV Unitas                            | Stadion: Sportpark Goed Genoeg, Amsterdam Toeschouwers: 75 Scheidsrechter: D. Prick |
| 29 augustus 2020 17:00 uur | Swijghuisen Reigersberg 63' Swart 71' |               | 22' (pen.) Meierdres 59' (pen.) Zaimi | Stadion: Sportpark Goed Genoeg, Amsterdam Toeschouwers: 75 Scheidsrechter: D. Prick |
| 29 augustus 2020 17:00 uur |                                       |               |                                       | Stadion: Sportpark Goed Genoeg, Amsterdam Toeschouwers: 75 Scheidsrechter: D. Prick |
| 29 augustus 2020 17:00 uur |                                       |               |                                       | Stadion: Sportpark Goed Genoeg, Amsterdam Toeschouwers: 75 Scheidsrechter: D. Prick |
|                            |                                       |               |                                       |                                                                                     |

|                            |                                     |               |                |                                                                             |
| 29 augustus 2020 17:00 uur | FC Lisse                            | 3 – 0 (1 – 0) | Blauw Geel '38 | Stadion: Sportpark Ter Specke, Lisse Toeschouwers: 350 Scheidsrechter: Smit |
| 29 augustus 2020 17:00 uur | Klijbroek 6' (pen.), 90' Schaap 78' |               |                | Stadion: Sportpark Ter Specke, Lisse Toeschouwers: 350 Scheidsrechter: Smit |
| 29 augustus 2020 17:00 uur |                                     |               |                | Stadion: Sportpark Ter Specke, Lisse Toeschouwers: 350 Scheidsrechter: Smit |
| 29 augustus 2020 17:00 uur |                                     |               |                | Stadion: Sportpark Ter Specke, Lisse Toeschouwers: 350 Scheidsrechter: Smit |
|                            |                                     |               |                |                                                                             |

|                            |                                                                           |               |                            |                                                                            |
| 29 augustus 2020 17:00 uur | OSS '20                                                                   | 5 – 2 (2 – 1) | Ajax (amateurs)            | Stadion: Sportpark de Rusheuvel, Oss Toeschouwers: 250 Scheidsrechter: Vos |
| 29 augustus 2020 17:00 uur | Van der Velden 9', 81' Waterink 45' (pen.) T. Pijnenburg 67' Leenders 90' |               | 30' Smal 73' Van Zoolingen | Stadion: Sportpark de Rusheuvel, Oss Toeschouwers: 250 Scheidsrechter: Vos |
| 29 augustus 2020 17:00 uur |                                                                           |               |                            | Stadion: Sportpark de Rusheuvel, Oss Toeschouwers: 250 Scheidsrechter: Vos |
| 29 augustus 2020 17:00 uur |                                                                           |               |                            | Stadion: Sportpark de Rusheuvel, Oss Toeschouwers: 250 Scheidsrechter: Vos |
|                            |                                                                           |               |                            |                                                                            |

|                            |                                             |                                      |                                          |                                                                                               |
| 29 augustus 2020 17:00 uur | RODA '46                                    | 1 – 1 (0 – 0, 0 – 0) n.v. 4 – 3 pen. | ADO '20                                  | Stadion: Burgemeester Buiningpark, Leusden Toeschouwers: 450 Scheidsrechter: F. van den Elzen |
| 29 augustus 2020 17:00 uur | Cardoze 120'                                |                                      | 96' Keus                                 | Stadion: Burgemeester Buiningpark, Leusden Toeschouwers: 450 Scheidsrechter: F. van den Elzen |
| 29 augustus 2020 17:00 uur | Strafschoppen                               |                                      |                                          | Stadion: Burgemeester Buiningpark, Leusden Toeschouwers: 450 Scheidsrechter: F. van den Elzen |
| 29 augustus 2020 17:00 uur | Lachkar Koeleman Oliekan Van Ginkel Cardoze |                                      | Keus Van Dijk Zeijlmans S. Nijman Brenna | Stadion: Burgemeester Buiningpark, Leusden Toeschouwers: 450 Scheidsrechter: F. van den Elzen |
|                            |                                             |                                      |                                          |                                                                                               |

|                            |                                                           |                                      |                                                    |                                                                                                |
| 29 augustus 2020 17:00 uur | Sliedrecht                                                | 2 – 2 (2 – 2, 2 – 1) n.v. 4 – 3 pen. | VVSB                                               | Stadion: Sportpark De Lockhorst, veld 2, Sliedrecht Toeschouwers: 200 Scheidsrechter: L. Cairo |
| 29 augustus 2020 17:00 uur | Van der Pijl 16' Simonis 26' (pen.)                       |                                      | 21' Ter Hedde 64' Zschusschen                      | Stadion: Sportpark De Lockhorst, veld 2, Sliedrecht Toeschouwers: 200 Scheidsrechter: L. Cairo |
| 29 augustus 2020 17:00 uur | Strafschoppen                                             |                                      |                                                    | Stadion: Sportpark De Lockhorst, veld 2, Sliedrecht Toeschouwers: 200 Scheidsrechter: L. Cairo |
| 29 augustus 2020 17:00 uur | Van Harlingen Van Stokkom Van der Pijl Van Kraaij Simonis |                                      | Vijlbrief Steltenpool Ter Hedde Verhoeve Heemskerk | Stadion: Sportpark De Lockhorst, veld 2, Sliedrecht Toeschouwers: 200 Scheidsrechter: L. Cairo |
|                            |                                                           |                                      |                                                    |                                                                                                |

|                            |                           |               |         |                                                                                                |
| 29 augustus 2020 17:00 uur | Staphorst                 | 2 – 0 (1 – 0) | HSC '21 | Stadion: Sportpark Het Noorderslag, Staphorst Toeschouwers: 500 Scheidsrechter: R. Groenewegen |
| 29 augustus 2020 17:00 uur | Van 't Ende 8' Mulder 77' |               |         | Stadion: Sportpark Het Noorderslag, Staphorst Toeschouwers: 500 Scheidsrechter: R. Groenewegen |
| 29 augustus 2020 17:00 uur |                           |               |         | Stadion: Sportpark Het Noorderslag, Staphorst Toeschouwers: 500 Scheidsrechter: R. Groenewegen |
| 29 augustus 2020 17:00 uur |                           |               |         | Stadion: Sportpark Het Noorderslag, Staphorst Toeschouwers: 500 Scheidsrechter: R. Groenewegen |
|                            |                           |               |         |                                                                                                |

|                            | |                |           |                                                                                    |
| 29 augustus 2020 17:00 uur | SteDoCo | 10 – 0 (8 – 0) | Den Hoorn | Stadion: Sportpark SteDoCo, Hoornaar Toeschouwers: 250 Scheidsrechter: L. Tissingh |
| 29 augustus 2020 17:00 uur | Verheul 7' Dos Santos 8', 17', 18' Schröder 27' (pen.), 38' Pereira 39' Van Wanrooij 45', 61' Vicento 71' (pen.) Pınarcı 80' |                |           | Stadion: Sportpark SteDoCo, Hoornaar Toeschouwers: 250 Scheidsrechter: L. Tissingh |
| 29 augustus 2020 17:00 uur | |                |           | Stadion: Sportpark SteDoCo, Hoornaar Toeschouwers: 250 Scheidsrechter: L. Tissingh |
| 29 augustus 2020 17:00 uur | |                |           | Stadion: Sportpark SteDoCo, Hoornaar Toeschouwers: 250 Scheidsrechter: L. Tissingh |
|                            | |                |           |                                                                                    |

|                            |                         |               |                                       |                                                                                              |
| 29 augustus 2020 17:00 uur | Scherpenzeel            | 2 – 3 (1 – 1) | RKSV Groene Ster                      | Stadion: Sportpark De Bree-Oost, Scherpenzeel Toeschouwers: 325 Scheidsrechter: M. Roeleveld |
| 29 augustus 2020 17:00 uur | Ouaddouh 42' Krijns 63' |               | 31', 81' Eind 52' Zwartjes 71' (pen.) | Stadion: Sportpark De Bree-Oost, Scherpenzeel Toeschouwers: 325 Scheidsrechter: M. Roeleveld |
| 29 augustus 2020 17:00 uur |                         |               |                                       | Stadion: Sportpark De Bree-Oost, Scherpenzeel Toeschouwers: 325 Scheidsrechter: M. Roeleveld |
| 29 augustus 2020 17:00 uur |                         |               |                                       | Stadion: Sportpark De Bree-Oost, Scherpenzeel Toeschouwers: 325 Scheidsrechter: M. Roeleveld |
|                            |                         |               |                                       |                                                                                              |

|                            |                                                                 |               |     |                                                                                       |
| 29 augustus 2020 18:00 uur | Achilles Veen                                                   | 5 – 0 (3 – 0) | NWC | Stadion: Sportpark De Hanen Weide, Veen Toeschouwers: 435 Scheidsrechter: B. Huizinga |
| 29 augustus 2020 18:00 uur | De Man 9' Schilders 36' Westerlaken 43' Koenen 59' Wilborts 65' |               |     | Stadion: Sportpark De Hanen Weide, Veen Toeschouwers: 435 Scheidsrechter: B. Huizinga |
| 29 augustus 2020 18:00 uur |                                                                 |               |     | Stadion: Sportpark De Hanen Weide, Veen Toeschouwers: 435 Scheidsrechter: B. Huizinga |
| 29 augustus 2020 18:00 uur |                                                                 |               |     | Stadion: Sportpark De Hanen Weide, Veen Toeschouwers: 435 Scheidsrechter: B. Huizinga |
|                            |                                                                 |               |     |                                                                                       |

|                            |          |               |                                                    |                                                                                            |
| 29 augustus 2020 18:00 uur | SVC '08  | 1 – 5 (1 – 3) | H.V. & C.V. Quick                                  | Stadion: Oostersportpark, Scheveningen Toeschouwers: 250 Scheidsrechter: S. De Brito Roque |
| 29 augustus 2020 18:00 uur | Toet 30' |               | 12', 19', 89' Van der Heiden 44' Baten 51' Fischer | Stadion: Oostersportpark, Scheveningen Toeschouwers: 250 Scheidsrechter: S. De Brito Roque |
| 29 augustus 2020 18:00 uur |          |               |                                                    | Stadion: Oostersportpark, Scheveningen Toeschouwers: 250 Scheidsrechter: S. De Brito Roque |
| 29 augustus 2020 18:00 uur |          |               |                                                    | Stadion: Oostersportpark, Scheveningen Toeschouwers: 250 Scheidsrechter: S. De Brito Roque |
|                            |          |               |                                                    |                                                                                            |

|                            |                                                 |               |                |                                                                                                |
| 30 augustus 2020 14:00 uur | Westlandia                                      | 4 – 1 (0 – 1) | Venray         | Stadion: Sportpark De Hoge Bomen, Naaldwijk Toeschouwers: 200 Scheidsrechter: S. van Zuilichem |
| 30 augustus 2020 14:00 uur | Van der Zalm 63' Van Beek 64', 75' De Groot 83' |               | 15' Versteegen | Stadion: Sportpark De Hoge Bomen, Naaldwijk Toeschouwers: 200 Scheidsrechter: S. van Zuilichem |
| 30 augustus 2020 14:00 uur |                                                 |               |                | Stadion: Sportpark De Hoge Bomen, Naaldwijk Toeschouwers: 200 Scheidsrechter: S. van Zuilichem |
| 30 augustus 2020 14:00 uur |                                                 |               |                | Stadion: Sportpark De Hoge Bomen, Naaldwijk Toeschouwers: 200 Scheidsrechter: S. van Zuilichem |
|                            |                                                 |               |                |                                                                                                |

#### Tweede kwalificatieronde
In de tweede kwalificatieronde waren er 44 amateurverenigingen gekwalificeerd. Te weten de 30 winnaars van de eerste kwalificatieronde en 14 van de 18 teams uit de Tweede divisie. Echter werden de volgende vier teams vrijgeloot van deze ronde: TEC, RKVV Westlandia, Scheveningen en H.V. & C.V. Quick. Deze vier clubs stroomden zodoende rechtstreeks door naar het hoofdtoernooi. De periodekampioenen uit het afgebroken Tweede Divisie-seizoen 2019/20 (VV Katwijk en IJsselmeervogels) waren vrijgesteld van het spelen van voorrondevoetbal. De wedstrijden werden gespeeld op 6, 7 en 13 oktober 2020.
|                          | |                                        | |                                                                              |
| 6 oktober 2020 19:30 uur | GOES | 1 – 1 (1 – 1, 0 – 1) n.v. 14 – 15 pen. | ODIN '59 | Stadion: Sportpark Het Schenge, Goes Toeschouwers: 0 Scheidsrechter: N. Boel |
| 6 oktober 2020 19:30 uur | Hollemans 76' |                                        | 45' De Vries | Stadion: Sportpark Het Schenge, Goes Toeschouwers: 0 Scheidsrechter: N. Boel |
| 6 oktober 2020 19:30 uur | Strafschoppen |                                        | | Stadion: Sportpark Het Schenge, Goes Toeschouwers: 0 Scheidsrechter: N. Boel |
| 6 oktober 2020 19:30 uur | Hollemans De Kok De Bert Lentink Van Hecke Klap Tanko De Fretes De Rijke Kabwe Van Bergen Hollemans De Kok De Bert Lentink Van Hecke Klap |                                        | Boekel Hulleman Jager Buijs Vahle Mijnders Acheampong Burger Halman Meendering Blokzijl Boekel Hulleman Jager Buijs Vahle Mijnders | Stadion: Sportpark Het Schenge, Goes Toeschouwers: 0 Scheidsrechter: N. Boel |
|                          | |                                        | |                                                                              |

|                          |                                                                |                                      |                                                                 |                                                                                      |
| 6 oktober 2020 20:00 uur | Buitenpost                                                     | 1 – 1 (1 – 1, 0 – 1) n.v. 5 – 6 pen. | Capelle                                                         | Stadion: Sportpark De Swadde, Buitenpost Toeschouwers: 0 Scheidsrechter: T. Dogterom |
| 6 oktober 2020 20:00 uur | Weening 77'                                                    |                                      | 43' Agatowski                                                   | Stadion: Sportpark De Swadde, Buitenpost Toeschouwers: 0 Scheidsrechter: T. Dogterom |
| 6 oktober 2020 20:00 uur | Strafschoppen                                                  |                                      |                                                                 | Stadion: Sportpark De Swadde, Buitenpost Toeschouwers: 0 Scheidsrechter: T. Dogterom |
| 6 oktober 2020 20:00 uur | Huisman de Jong Derguti Huizinga Broersma De Boer Van der Meer |                                      | Van de Made De Bos Van Eijk Agatowski Letterie Van de Wijngaard | Stadion: Sportpark De Swadde, Buitenpost Toeschouwers: 0 Scheidsrechter: T. Dogterom |
|                          |                                                                |                                      |                                                                 |                                                                                      |

|                          |                |                           |                                           |                                                                               |
| 6 oktober 2020 20:00 uur | De Treffers    | 1 – 2 (1 – 1, 0 – 0) n.v. | Barendrecht                               | Stadion: Sportpark Zuid, Groesbeek Toeschouwers: 0 Scheidsrechter: W. Wiersma |
| 6 oktober 2020 20:00 uur | Maertzdorf 51' |                           | 76' Bakour 80', 105' Dorst 108' Vorthoren | Stadion: Sportpark Zuid, Groesbeek Toeschouwers: 0 Scheidsrechter: W. Wiersma |
| 6 oktober 2020 20:00 uur |                |                           |                                           | Stadion: Sportpark Zuid, Groesbeek Toeschouwers: 0 Scheidsrechter: W. Wiersma |
| 6 oktober 2020 20:00 uur |                |                           |                                           | Stadion: Sportpark Zuid, Groesbeek Toeschouwers: 0 Scheidsrechter: W. Wiersma |
|                          |                |                           |                                           |                                                                               |

|                          |      |               |                |                                                                                         |
| 6 oktober 2020 20:00 uur | DOVO | 0 – 1 (0 – 1) | DVS '33 Ermelo | Stadion: Sportpark Panhuis, Veenendaal Toeschouwers: 0 Scheidsrechter: S. van Zuilichem |
| 6 oktober 2020 20:00 uur |      | 13' Roemeon   |                | Stadion: Sportpark Panhuis, Veenendaal Toeschouwers: 0 Scheidsrechter: S. van Zuilichem |
| 6 oktober 2020 20:00 uur |      |               |                | Stadion: Sportpark Panhuis, Veenendaal Toeschouwers: 0 Scheidsrechter: S. van Zuilichem |
| 6 oktober 2020 20:00 uur |      |               |                | Stadion: Sportpark Panhuis, Veenendaal Toeschouwers: 0 Scheidsrechter: S. van Zuilichem |
|                          |      |               |                |                                                                                         |

|                          |                                                     |               |              |                                                                                       |
| 6 oktober 2020 20:00 uur | Excelsior Maassluis                                 | 4 – 1 (2 – 0) | Ter Leede    | Stadion: Sportpark Dijkpolder, Maassluis Toeschouwers: 0 Scheidsrechter: M. de Bruijn |
| 6 oktober 2020 20:00 uur | Van Mil 8' De Winter 40' Ouali 81' Van de Beemt 84' |               | 57' Kaabouni | Stadion: Sportpark Dijkpolder, Maassluis Toeschouwers: 0 Scheidsrechter: M. de Bruijn |
| 6 oktober 2020 20:00 uur |                                                     |               |              | Stadion: Sportpark Dijkpolder, Maassluis Toeschouwers: 0 Scheidsrechter: M. de Bruijn |
| 6 oktober 2020 20:00 uur |                                                     |               |              | Stadion: Sportpark Dijkpolder, Maassluis Toeschouwers: 0 Scheidsrechter: M. de Bruijn |
|                          |                                                     |               |              |                                                                                       |

|                          |          |                                          |         |                                                                                    |
| 6 oktober 2020 20:00 uur | FC Lisse | 0 – 3 (0 – 1)                            | SteDoCo | Stadion: Sportpark Ter Specke, Lisse Toeschouwers: 0 Scheidsrechter: J. Aafouallah |
| 6 oktober 2020 20:00 uur |          | 17' Jongeneel 56' Verheul 75' Dos Santos |         | Stadion: Sportpark Ter Specke, Lisse Toeschouwers: 0 Scheidsrechter: J. Aafouallah |
| 6 oktober 2020 20:00 uur |          |                                          |         | Stadion: Sportpark Ter Specke, Lisse Toeschouwers: 0 Scheidsrechter: J. Aafouallah |
| 6 oktober 2020 20:00 uur |          |                                          |         | Stadion: Sportpark Ter Specke, Lisse Toeschouwers: 0 Scheidsrechter: J. Aafouallah |
|                          |          |                                          |         |                                                                                    |

|                          |                                                     |               |                     |                                                                                 |
| 6 oktober 2020 20:00 uur | Harkemase Boys                                      | 5 – 2 (1 – 1) | Flevo Boys          | Stadion: Sportpark De Bosk, Harkema Toeschouwers: 0 Scheidsrechter: S. Shukrula |
| 6 oktober 2020 20:00 uur | Slort 32', 64' Visser 54' Bruintjes 81' Beimers 83' |               | 17' Ramos 73' Tiems | Stadion: Sportpark De Bosk, Harkema Toeschouwers: 0 Scheidsrechter: S. Shukrula |
| 6 oktober 2020 20:00 uur |                                                     |               |                     | Stadion: Sportpark De Bosk, Harkema Toeschouwers: 0 Scheidsrechter: S. Shukrula |
| 6 oktober 2020 20:00 uur |                                                     |               |                     | Stadion: Sportpark De Bosk, Harkema Toeschouwers: 0 Scheidsrechter: S. Shukrula |
|                          |                                                     |               |                     |                                                                                 |

|                          |                                    |                           |                              |                                                                                  |
| 6 oktober 2020 20:00 uur | HHC Hardenberg                     | 3 – 2 (2 – 2, 2 – 1) n.v. | GVVV                         | Stadion: Sportpark De Boshoek, Hardenberg Toeschouwers: 0 Scheidsrechter: V. Ris |
| 6 oktober 2020 20:00 uur | Hemmink 15', 119' Van der Leij 39' |                           | 45' (pen.) Ties 90' Ten Tije | Stadion: Sportpark De Boshoek, Hardenberg Toeschouwers: 0 Scheidsrechter: V. Ris |
| 6 oktober 2020 20:00 uur |                                    |                           |                              | Stadion: Sportpark De Boshoek, Hardenberg Toeschouwers: 0 Scheidsrechter: V. Ris |
| 6 oktober 2020 20:00 uur |                                    |                           |                              | Stadion: Sportpark De Boshoek, Hardenberg Toeschouwers: 0 Scheidsrechter: V. Ris |
|                          |                                    |                           |                              |                                                                                  |

|                          |                             |                           |                                                |                                                                                        |
| 6 oktober 2020 20:00 uur | Noordwijk                   | 2 – 3 (2 – 2, 1 – 1) n.v. | Sliedrecht                                     | Stadion: Sportpark Duinwetering, Noordwijk Toeschouwers: 0 Scheidsrechter: T. Hardeman |
| 6 oktober 2020 20:00 uur | Roshanali 41' De Kruijs 47' |                           | 11' Van 't Hoog 55' Van Harlingen 105' Simonis | Stadion: Sportpark Duinwetering, Noordwijk Toeschouwers: 0 Scheidsrechter: T. Hardeman |
| 6 oktober 2020 20:00 uur |                             |                           |                                                | Stadion: Sportpark Duinwetering, Noordwijk Toeschouwers: 0 Scheidsrechter: T. Hardeman |
| 6 oktober 2020 20:00 uur |                             |                           |                                                | Stadion: Sportpark Duinwetering, Noordwijk Toeschouwers: 0 Scheidsrechter: T. Hardeman |
|                          |                             |                           |                                                |                                                                                        |

|                          |                        |               |                                                   |                                                                                     |
| 6 oktober 2020 20:00 uur | Sparta Nijkerk         | 2 – 3 (1 – 0) | Rijnsburgse Boys                                  | Stadion: Sportpark De Ebbenhorst, Nijkerk Toeschouwers: 0 Scheidsrechter: L. Timmer |
| 6 oktober 2020 20:00 uur | Plet 1' Burgerhout 86' |               | 63' Magan 65' Spruijt 75' Koomen 84' Van der Moot | Stadion: Sportpark De Ebbenhorst, Nijkerk Toeschouwers: 0 Scheidsrechter: L. Timmer |
| 6 oktober 2020 20:00 uur |                        |               |                                                   | Stadion: Sportpark De Ebbenhorst, Nijkerk Toeschouwers: 0 Scheidsrechter: L. Timmer |
| 6 oktober 2020 20:00 uur |                        |               |                                                   | Stadion: Sportpark De Ebbenhorst, Nijkerk Toeschouwers: 0 Scheidsrechter: L. Timmer |
|                          |                        |               |                                                   |                                                                                     |

|                          |                                        |               |                          |                                                                                            |
| 6 oktober 2020 20:00 uur | Staphorst                              | 5 – 2 (1 – 1) | ASWH                     | Stadion: Sportpark Het Noorderslag, Staphorst Toeschouwers: 0 Scheidsrechter: R. Vereijken |
| 6 oktober 2020 20:00 uur | Reuvers 29', 49', 61', 78' Verheul 90' |               | 36' Yıldırım 82' Van Eck | Stadion: Sportpark Het Noorderslag, Staphorst Toeschouwers: 0 Scheidsrechter: R. Vereijken |
| 6 oktober 2020 20:00 uur |                                        |               |                          | Stadion: Sportpark Het Noorderslag, Staphorst Toeschouwers: 0 Scheidsrechter: R. Vereijken |
| 6 oktober 2020 20:00 uur |                                        |               |                          | Stadion: Sportpark Het Noorderslag, Staphorst Toeschouwers: 0 Scheidsrechter: R. Vereijken |
|                          |                                        |               |                          |                                                                                            |

|                          |               |                     |     |                                                                                    |
| 6 oktober 2020 20:00 uur | SV Spakenburg | 0 – 1 (0 – 0)       | AFC | Stadion: Sportpark De Westmaat, Spakenburg Toeschouwers: 0 Scheidsrechter: K. Puts |
| 6 oktober 2020 20:00 uur |               | 74' Van Weerdenburg |     | Stadion: Sportpark De Westmaat, Spakenburg Toeschouwers: 0 Scheidsrechter: K. Puts |
| 6 oktober 2020 20:00 uur |               |                     |     | Stadion: Sportpark De Westmaat, Spakenburg Toeschouwers: 0 Scheidsrechter: K. Puts |
| 6 oktober 2020 20:00 uur |               |                     |     | Stadion: Sportpark De Westmaat, Spakenburg Toeschouwers: 0 Scheidsrechter: K. Puts |
|                          |               |                     |     |                                                                                    |

|                          |                         |               |        |                                                                                       |
| 7 oktober 2020 20:00 uur | Achilles Veen           | 2 – 0 (0 – 0) | Gemert | Stadion: Sportpark De Hanen Weide, Veen Toeschouwers: 0 Scheidsrechter: J. van Dongen |
| 7 oktober 2020 20:00 uur | Boddaert 64' Koenen 75' |               |        | Stadion: Sportpark De Hanen Weide, Veen Toeschouwers: 0 Scheidsrechter: J. van Dongen |
| 7 oktober 2020 20:00 uur |                         |               |        | Stadion: Sportpark De Hanen Weide, Veen Toeschouwers: 0 Scheidsrechter: J. van Dongen |
| 7 oktober 2020 20:00 uur |                         |               |        | Stadion: Sportpark De Hanen Weide, Veen Toeschouwers: 0 Scheidsrechter: J. van Dongen |
|                          |                         |               |        |                                                                                       |

|                          |                                                 |                           |            |                                                                          |
| 7 oktober 2020 20:00 uur | DTS Ede                                         | 3 – 1 (1 – 1, 0 – 0) n.v. | GVV Unitas | Stadion: Sportpark Inschoten, Ede Toeschouwers: 0 Scheidsrechter: Teuben |
| 7 oktober 2020 20:00 uur | Verstraten 68' (pen.), 111' (pen.) Homburg 119' |                           | 83' Chraou | Stadion: Sportpark Inschoten, Ede Toeschouwers: 0 Scheidsrechter: Teuben |
| 7 oktober 2020 20:00 uur |                                                 |                           |            | Stadion: Sportpark Inschoten, Ede Toeschouwers: 0 Scheidsrechter: Teuben |
| 7 oktober 2020 20:00 uur |                                                 |                           |            | Stadion: Sportpark Inschoten, Ede Toeschouwers: 0 Scheidsrechter: Teuben |
|                          |                                                 |                           |            |                                                                          |

|                          |                         |                           |                                       |                                                                                      |
| 7 oktober 2020 20:00 uur | Excelsior '31           | 2 – 3 (2 – 2, 1 – 2) n.v. | RKSV Groene Ster                      | Stadion: Sportpark De Koerbelt, Rijssen Toeschouwers: 0 Scheidsrechter: Van der Laan |
| 7 oktober 2020 20:00 uur | Davina 43' Ezafzafi 72' |                           | 3' (e.d.) Beverdam 38', 117' Zwartjes | Stadion: Sportpark De Koerbelt, Rijssen Toeschouwers: 0 Scheidsrechter: Van der Laan |
| 7 oktober 2020 20:00 uur |                         |                           |                                       | Stadion: Sportpark De Koerbelt, Rijssen Toeschouwers: 0 Scheidsrechter: Van der Laan |
| 7 oktober 2020 20:00 uur |                         |                           |                                       | Stadion: Sportpark De Koerbelt, Rijssen Toeschouwers: 0 Scheidsrechter: Van der Laan |
|                          |                         |                           |                                       |                                                                                      |

|                          |                              |               |                                                        |                                                                                   |
| 7 oktober 2020 20:00 uur | Rijnvogels                   | 2 – 4 (1 – 0) | UNA                                                    | Stadion: Sportpark De Kooltuin, Katwijk Toeschouwers: 0 Scheidsrechter: Cantineau |
| 7 oktober 2020 20:00 uur | Tjin-Asjoe 30' Van Duijn 73' |               | 60', 74' N. van Boekel 71' Van den Akker 87' Tielemans | Stadion: Sportpark De Kooltuin, Katwijk Toeschouwers: 0 Scheidsrechter: Cantineau |
| 7 oktober 2020 20:00 uur |                              |               |                                                        | Stadion: Sportpark De Kooltuin, Katwijk Toeschouwers: 0 Scheidsrechter: Cantineau |
| 7 oktober 2020 20:00 uur |                              |               |                                                        | Stadion: Sportpark De Kooltuin, Katwijk Toeschouwers: 0 Scheidsrechter: Cantineau |
|                          |                              |               |                                                        |                                                                                   |

|                          |                 |               |         |                                                                                  |
| 7 oktober 2020 20:00 uur | Koninklijke HFC | 0 – 1 (0 – 1) | OSS '20 | Stadion: Sportpark Spanjaardslaan, Haarlem Toeschouwers: 0 Scheidsrechter: Blank |
| 7 oktober 2020 20:00 uur |                 | 10' Peltzer   |         | Stadion: Sportpark Spanjaardslaan, Haarlem Toeschouwers: 0 Scheidsrechter: Blank |
| 7 oktober 2020 20:00 uur |                 |               |         | Stadion: Sportpark Spanjaardslaan, Haarlem Toeschouwers: 0 Scheidsrechter: Blank |
| 7 oktober 2020 20:00 uur |                 |               |         | Stadion: Sportpark Spanjaardslaan, Haarlem Toeschouwers: 0 Scheidsrechter: Blank |
|                          |                 |               |         |                                                                                  |

|                          |               |               |     |                                                                                         |
| 7 oktober 2020 20:00 uur | Kozakken Boys | 1 – 0 (0 – 0) | DEM | Stadion: Sportpark De Zwaaier, Werkendam Toeschouwers: 0 Scheidsrechter: M. Eijgelsheim |
| 7 oktober 2020 20:00 uur | Mekkaoui 90'  |               |     | Stadion: Sportpark De Zwaaier, Werkendam Toeschouwers: 0 Scheidsrechter: M. Eijgelsheim |
| 7 oktober 2020 20:00 uur |               |               |     | Stadion: Sportpark De Zwaaier, Werkendam Toeschouwers: 0 Scheidsrechter: M. Eijgelsheim |
| 7 oktober 2020 20:00 uur |               |               |     | Stadion: Sportpark De Zwaaier, Werkendam Toeschouwers: 0 Scheidsrechter: M. Eijgelsheim |
|                          |               |               |     |                                                                                         |

|                          |                                                                          |               |            |                                                                             |
| 7 oktober 2020 20:00 uur | OFC                                                                      | 7 – 1 (1 – 1) | DOS Kampen | Stadion: Sportpark OFC, Oostzaan Toeschouwers: 0 Scheidsrechter: R. Weiland |
| 7 oktober 2020 20:00 uur | Suleiman 31', 59' El Amrani 46', 57' Springer 66', 74' Van der Linde 90' |               | 17' Knul   | Stadion: Sportpark OFC, Oostzaan Toeschouwers: 0 Scheidsrechter: R. Weiland |
| 7 oktober 2020 20:00 uur |                                                                          |               |            | Stadion: Sportpark OFC, Oostzaan Toeschouwers: 0 Scheidsrechter: R. Weiland |
| 7 oktober 2020 20:00 uur |                                                                          |               |            | Stadion: Sportpark OFC, Oostzaan Toeschouwers: 0 Scheidsrechter: R. Weiland |
|                          |                                                                          |               |            |                                                                             |

|                           |                                                                           |               |          |                                                                                     |
| 13 oktober 2020 20:00 uur | Quick Boys                                                                | 5 – 0 (2 – 0) | RODA '46 | Stadion: Sportpark Nieuw Zuid, Katwijk Toeschouwers: 0 Scheidsrechter: P. Henshuijs |
| 13 oktober 2020 20:00 uur | Bekooij 30' Gomez Nieto 39' De Vré 49' Stroo 85' (pen.) Menken 88' (e.d.) |               |          | Stadion: Sportpark Nieuw Zuid, Katwijk Toeschouwers: 0 Scheidsrechter: P. Henshuijs |
| 13 oktober 2020 20:00 uur |                                                                           |               |          | Stadion: Sportpark Nieuw Zuid, Katwijk Toeschouwers: 0 Scheidsrechter: P. Henshuijs |
| 13 oktober 2020 20:00 uur |                                                                           |               |          | Stadion: Sportpark Nieuw Zuid, Katwijk Toeschouwers: 0 Scheidsrechter: P. Henshuijs |
|                           |                                                                           |               |          |                                                                                     |

### Hoofdtoernooi
Aan het hoofdtoernooi deden de volgende clubs mee: de winnaars uit de tweede voorronde, aangevuld met 34 betaaldvoetbalclubs en de twee (plaatsvervangend) (periode)kampioenen van de Tweede divisie.

#### Eerste ronde
De clubs die dit seizoen deelnamen aan de groepsfase van een Europees clubtoernooi (Ajax, AZ, Feyenoord en PSV) waren vrijgesteld voor deze ronde. De amateurverenigingen speelden thuis bij loting tegen een betaaldvoetbalorganisatie. De loting in de Fox Sports-studio werd op 3 oktober 2020 verricht door John van Loen. De wedstrijden van de eerste ronde werden aanvankelijk allen ingepland voor 26, 27 of 28 oktober 2020. Na de stillegging van het amateurvoetbal vanwege nieuwe coronamaatregelen werden de wedstrijden waarbij amateurclubs betrokken waren uitgesteld naar 1 en 2 december 2020. Naast de 30 profclubs en de 2 automatisch gekwalificeerde clubs uit de Tweede divisie nemen de 20 winnaars van de tweede kwalificatieronde en 4 vrijgelote teams uit deze ronde deel aan de Eerste ronde.
|                           |                                            |               |               |                                                                                     |
| 26 oktober 2020 18:45 uur | Excelsior                                  | 4 – 0 (2 – 0) | Helmond Sport | Stadion: Van Donge & De Roo Stadion, Rotterdam Toeschouwers: 0 Scheidsrechter: Smit |
| 26 oktober 2020 18:45 uur | Niemeijer 26' Ómarsson 44', 61' Zwarts 68' |               |               | Stadion: Van Donge & De Roo Stadion, Rotterdam Toeschouwers: 0 Scheidsrechter: Smit |
| 26 oktober 2020 18:45 uur |                                            |               |               | Stadion: Van Donge & De Roo Stadion, Rotterdam Toeschouwers: 0 Scheidsrechter: Smit |
| 26 oktober 2020 18:45 uur |                                            |               |               | Stadion: Van Donge & De Roo Stadion, Rotterdam Toeschouwers: 0 Scheidsrechter: Smit |
|                           |                                            |               |               |                                                                                     |

|                           |                                                                                       |               |           |                                                                                  |
| 26 oktober 2020 21:00 uur | Go Ahead Eagles                                                                       | 6 – 0 (5 – 0) | NAC Breda | Stadion: De Adelaarshorst, Deventer Toeschouwers: 0 Scheidsrechter: Van de Graaf |
| 26 oktober 2020 21:00 uur | Beukema 7' Hendriks 9' Eddahchouri 12' Veldmate 15' (pen.) Brouwers 19' Rabillard 48' |               |           | Stadion: De Adelaarshorst, Deventer Toeschouwers: 0 Scheidsrechter: Van de Graaf |
| 26 oktober 2020 21:00 uur |                                                                                       |               |           | Stadion: De Adelaarshorst, Deventer Toeschouwers: 0 Scheidsrechter: Van de Graaf |
| 26 oktober 2020 21:00 uur |                                                                                       |               |           | Stadion: De Adelaarshorst, Deventer Toeschouwers: 0 Scheidsrechter: Van de Graaf |
|                           |                                                                                       |               |           |                                                                                  |

|                           |             |               |                                          |                                                                              |
| 27 oktober 2020 18:45 uur | FC Twente   | 1 – 3 (0 – 2) | De Graafschap                            | Stadion: De Grolsch Veste, Enschede Toeschouwers: 0 Scheidsrechter: Manschot |
| 27 oktober 2020 18:45 uur | Staring 62' |               | 18' Hamdaoui 34' Konings 90+4' Lelieveld | Stadion: De Grolsch Veste, Enschede Toeschouwers: 0 Scheidsrechter: Manschot |
| 27 oktober 2020 18:45 uur |             |               |                                          | Stadion: De Grolsch Veste, Enschede Toeschouwers: 0 Scheidsrechter: Manschot |
| 27 oktober 2020 18:45 uur |             |               |                                          | Stadion: De Grolsch Veste, Enschede Toeschouwers: 0 Scheidsrechter: Manschot |
|                           |             |               |                                          |                                                                              |

|                           |                                       |               |             |                                                                               |
| 27 oktober 2020 19:45 uur | sc Heerenveen                         | 3 – 1 (3 – 1) | TOP Oss     | Stadion: Abe Lenstra Stadion, Heerenveen Toeschouwers: 0 Scheidsrechter: Bijl |
| 27 oktober 2020 19:45 uur | J. Veerman 11' Nygren 33' Kongolo 40' |               | 30' Sanches | Stadion: Abe Lenstra Stadion, Heerenveen Toeschouwers: 0 Scheidsrechter: Bijl |
| 27 oktober 2020 19:45 uur |                                       |               |             | Stadion: Abe Lenstra Stadion, Heerenveen Toeschouwers: 0 Scheidsrechter: Bijl |
| 27 oktober 2020 19:45 uur |                                       |               |             | Stadion: Abe Lenstra Stadion, Heerenveen Toeschouwers: 0 Scheidsrechter: Bijl |
|                           |                                       |               |             |                                                                               |

|                           |                                                    |               |                  |                                                                                    |
| 27 oktober 2020 19:45 uur | VVV-Venlo                                          | 4 – 2 (0 – 1) | FC Den Bosch     | Stadion: Covebo Stadion - De Koel -, Venlo Toeschouwers: 0 Scheidsrechter: Gerrets |
| 27 oktober 2020 19:45 uur | Giakoumakis 57', 73' (pen.) Arias 59' Pachonik 90' |               | 42', 81' Postema | Stadion: Covebo Stadion - De Koel -, Venlo Toeschouwers: 0 Scheidsrechter: Gerrets |
| 27 oktober 2020 19:45 uur |                                                    |               |                  | Stadion: Covebo Stadion - De Koel -, Venlo Toeschouwers: 0 Scheidsrechter: Gerrets |
| 27 oktober 2020 19:45 uur |                                                    |               |                  | Stadion: Covebo Stadion - De Koel -, Venlo Toeschouwers: 0 Scheidsrechter: Gerrets |
|                           |                                                    |               |                  |                                                                                    |

|                           |                     |               |                                              |                                                                                         |
| 27 oktober 2020 21:00 uur | FC Dordrecht        | 2 – 4 (1 – 3) | FC Utrecht                                   | Stadion: Riwal Hoogwerkers Stadion, Dordrecht Toeschouwers: 0 Scheidsrechter: Nagtegaal |
| 27 oktober 2020 21:00 uur | Agrafiotis 16', 57' |               | 5', 40' Ramselaar 42' Kerk 79' Van de Streek | Stadion: Riwal Hoogwerkers Stadion, Dordrecht Toeschouwers: 0 Scheidsrechter: Nagtegaal |
| 27 oktober 2020 21:00 uur |                     |               |                                              | Stadion: Riwal Hoogwerkers Stadion, Dordrecht Toeschouwers: 0 Scheidsrechter: Nagtegaal |
| 27 oktober 2020 21:00 uur |                     |               |                                              | Stadion: Riwal Hoogwerkers Stadion, Dordrecht Toeschouwers: 0 Scheidsrechter: Nagtegaal |
|                           |                     |               |                                              |                                                                                         |

|                           |                                          |                                      |                             |                                                                              |
| 28 oktober 2020 18:45 uur | ADO Den Haag                             | 1 – 1 (1 – 1, 0 – 1) n.v. 5 – 3 pen. | Sparta Rotterdam            | Stadion: Cars Jeans Stadion, Den Haag Toeschouwers: 0 Scheidsrechter: Mulder |
| 28 oktober 2020 18:45 uur | Koopmans 90+4'                           |                                      | 40' Gravenberch             | Stadion: Cars Jeans Stadion, Den Haag Toeschouwers: 0 Scheidsrechter: Mulder |
| 28 oktober 2020 18:45 uur | Strafschoppen                            |                                      |                             | Stadion: Cars Jeans Stadion, Den Haag Toeschouwers: 0 Scheidsrechter: Mulder |
| 28 oktober 2020 18:45 uur | Kramer Karelis Pinas Goossens Ould-Chikh |                                      | Heylen Abels Vriends Engels | Stadion: Cars Jeans Stadion, Den Haag Toeschouwers: 0 Scheidsrechter: Mulder |
|                           |                                          |                                      |                             |                                                                              |

|                           |                     |               |              |                                                                          |
| 28 oktober 2020 19:45 uur | FC Emmen            | 2 – 0 (0 – 0) | FC Eindhoven | Stadion: De Oude Meerdijk, Emmen Toeschouwers: 0 Scheidsrechter: Oostrom |
| 28 oktober 2020 19:45 uur | De Leeuw 78', 90+4' |               |              | Stadion: De Oude Meerdijk, Emmen Toeschouwers: 0 Scheidsrechter: Oostrom |
| 28 oktober 2020 19:45 uur |                     |               |              | Stadion: De Oude Meerdijk, Emmen Toeschouwers: 0 Scheidsrechter: Oostrom |
| 28 oktober 2020 19:45 uur |                     |               |              | Stadion: De Oude Meerdijk, Emmen Toeschouwers: 0 Scheidsrechter: Oostrom |
|                           |                     |               |              |                                                                          |

|                           |                                        |               |         |                                                                     |
| 28 oktober 2020 19:45 uur | Heracles Almelo                        | 3 – 0 (1 – 0) | Telstar | Stadion: Erve Asito, Almelo Toeschouwers: 0 Scheidsrechter: Ruperti |
| 28 oktober 2020 19:45 uur | Bakış 29' (pen.) Vloet 72' Szőke 90+2' |               |         | Stadion: Erve Asito, Almelo Toeschouwers: 0 Scheidsrechter: Ruperti |
| 28 oktober 2020 19:45 uur |                                        |               |         | Stadion: Erve Asito, Almelo Toeschouwers: 0 Scheidsrechter: Ruperti |
| 28 oktober 2020 19:45 uur |                                        |               |         | Stadion: Erve Asito, Almelo Toeschouwers: 0 Scheidsrechter: Ruperti |
|                           |                                        |               |         |                                                                     |

|                           |                                            |                                      |                                                 |                                                                                |
| 28 oktober 2020 19:45 uur | RKC Waalwijk                               | 2 – 2 (2 – 2, 0 – 2) n.v. 4 – 5 pen. | SC Cambuur                                      | Stadion: Mandemakers Stadion, Waalwijk Toeschouwers: 0 Scheidsrechter: Martens |
| 28 oktober 2020 19:45 uur | Daneels 85' Gaari 90+4'                    |                                      | 31' Pouwels 40' Jacobs                          | Stadion: Mandemakers Stadion, Waalwijk Toeschouwers: 0 Scheidsrechter: Martens |
| 28 oktober 2020 19:45 uur | Strafschoppen                              |                                      |                                                 | Stadion: Mandemakers Stadion, Waalwijk Toeschouwers: 0 Scheidsrechter: Martens |
| 28 oktober 2020 19:45 uur | Tahiri Meulensteen Damașcan Goossens Azhil |                                      | Gootjes Hoedemakers Paulissen Nieuwpoort Maulun | Stadion: Mandemakers Stadion, Waalwijk Toeschouwers: 0 Scheidsrechter: Martens |
|                           |                                            |                                      |                                                 |                                                                                |

|                           |                  |                               |                 |                                                                                             |
| 28 oktober 2020 21:00 uur | Roda JC Kerkrade | 0 – 2 (0 – 2)                 | Fortuna Sittard | Stadion: Parkstad Limburg Stadion, Kerkrade Toeschouwers: 0 Scheidsrechter: Van den Kerkhof |
| 28 oktober 2020 21:00 uur |                  | 8' (pen.) Polter 12' Flemming |                 | Stadion: Parkstad Limburg Stadion, Kerkrade Toeschouwers: 0 Scheidsrechter: Van den Kerkhof |
| 28 oktober 2020 21:00 uur |                  |                               |                 | Stadion: Parkstad Limburg Stadion, Kerkrade Toeschouwers: 0 Scheidsrechter: Van den Kerkhof |
| 28 oktober 2020 21:00 uur |                  |                               |                 | Stadion: Parkstad Limburg Stadion, Kerkrade Toeschouwers: 0 Scheidsrechter: Van den Kerkhof |
|                           |                  |                               |                 |                                                                                             |

|                           |             |          |               |                                            |
| 1 december 2020 19:45 uur | Barendrecht | Afgelast | Achilles Veen | Stadion: Sportpark de Bongerd, Barendrecht |
| 1 december 2020 19:45 uur |             |          |               | Stadion: Sportpark de Bongerd, Barendrecht |
| 1 december 2020 19:45 uur |             |          |               | Stadion: Sportpark de Bongerd, Barendrecht |
| 1 december 2020 19:45 uur |             |          |               | Stadion: Sportpark de Bongerd, Barendrecht |
|                           |             |          |               |                                            |

|                           |         |          |            |                                   |
| 1 december 2020 19:45 uur | DTS Ede | Afgelast | Quick Boys | Stadion: Sportpark Inschoten, Ede |
| 1 december 2020 19:45 uur |         |          |            | Stadion: Sportpark Inschoten, Ede |
| 1 december 2020 19:45 uur |         |          |            | Stadion: Sportpark Inschoten, Ede |
| 1 december 2020 19:45 uur |         |          |            | Stadion: Sportpark Inschoten, Ede |
|                           |         |          |            |                                   |

|                           |          |          |             |                                         |
| 1 december 2020 19:45 uur | ODIN '59 | Afgelast | FC Volendam | Stadion: Sportpark Assumburg, Heemskerk |
| 1 december 2020 19:45 uur |          |          |             | Stadion: Sportpark Assumburg, Heemskerk |
| 1 december 2020 19:45 uur |          |          |             | Stadion: Sportpark Assumburg, Heemskerk |
| 1 december 2020 19:45 uur |          |          |             | Stadion: Sportpark Assumburg, Heemskerk |
|                           |          |          |             |                                         |

|                           |     |          |                |                                  |
| 1 december 2020 19:45 uur | OFC | Afgelast | MVV Maastricht | Stadion: Sportpark OFC, Oostzaan |
| 1 december 2020 19:45 uur |     |          |                | Stadion: Sportpark OFC, Oostzaan |
| 1 december 2020 19:45 uur |     |          |                | Stadion: Sportpark OFC, Oostzaan |
| 1 december 2020 19:45 uur |     |          |                | Stadion: Sportpark OFC, Oostzaan |
|                           |     |          |                |                                  |

|                           |                  |          |                     |                                          |
| 1 december 2020 19:45 uur | Rijnsburgse Boys | Afgelast | Excelsior Maassluis | Stadion: Sportpark Middelmors, Rijnsburg |
| 1 december 2020 19:45 uur |                  |          |                     | Stadion: Sportpark Middelmors, Rijnsburg |
| 1 december 2020 19:45 uur |                  |          |                     | Stadion: Sportpark Middelmors, Rijnsburg |
| 1 december 2020 19:45 uur |                  |          |                     | Stadion: Sportpark Middelmors, Rijnsburg |
|                           |                  |          |                     |                                          |

|                           |              |          |             |                                           |
| 1 december 2020 19:45 uur | Scheveningen | Afgelast | Almere City | Stadion: Sportpark Houtrust, Scheveningen |
| 1 december 2020 19:45 uur |              |          |             | Stadion: Sportpark Houtrust, Scheveningen |
| 1 december 2020 19:45 uur |              |          |             | Stadion: Sportpark Houtrust, Scheveningen |
| 1 december 2020 19:45 uur |              |          |             | Stadion: Sportpark Houtrust, Scheveningen |
|                           |              |          |             |                                           |

|                           |            |          |                  |                                             |
| 1 december 2020 19:45 uur | Sliedrecht | Afgelast | IJsselmeervogels | Stadion: Sportpark De Lockhorst, Sliedrecht |
| 1 december 2020 19:45 uur |            |          |                  | Stadion: Sportpark De Lockhorst, Sliedrecht |
| 1 december 2020 19:45 uur |            |          |                  | Stadion: Sportpark De Lockhorst, Sliedrecht |
| 1 december 2020 19:45 uur |            |          |                  | Stadion: Sportpark De Lockhorst, Sliedrecht |
|                           |            |          |                  |                                             |

|                           |           |          |            |                                               |
| 1 december 2020 19:45 uur | Staphorst | Afgelast | PEC Zwolle | Stadion: Sportpark Het Noorderslag, Staphorst |
| 1 december 2020 19:45 uur |           |          |            | Stadion: Sportpark Het Noorderslag, Staphorst |
| 1 december 2020 19:45 uur |           |          |            | Stadion: Sportpark Het Noorderslag, Staphorst |
| 1 december 2020 19:45 uur |           |          |            | Stadion: Sportpark Het Noorderslag, Staphorst |
|                           |           |          |            |                                               |

|                           |         |          |     |                                                    |
| 2 december 2020 19:45 uur | Capelle | Afgelast | AFC | Stadion: Sportpark 't Slot, Capelle aan den IJssel |
| 2 december 2020 19:45 uur |         |          |     | Stadion: Sportpark 't Slot, Capelle aan den IJssel |
| 2 december 2020 19:45 uur |         |          |     | Stadion: Sportpark 't Slot, Capelle aan den IJssel |
| 2 december 2020 19:45 uur |         |          |     | Stadion: Sportpark 't Slot, Capelle aan den IJssel |
|                           |         |          |     |                                                    |

|                           |                |          |           |                                    |
| 2 december 2020 19:45 uur | DVS '33 Ermelo | Afgelast | Willem II | Stadion: Sportpark DVS '33, Ermelo |
| 2 december 2020 19:45 uur |                |          |           | Stadion: Sportpark DVS '33, Ermelo |
| 2 december 2020 19:45 uur |                |          |           | Stadion: Sportpark DVS '33, Ermelo |
| 2 december 2020 19:45 uur |                |          |           | Stadion: Sportpark DVS '33, Ermelo |
|                           |                |          |           |                                    |

|                           |                |          |         |                                           |
| 2 december 2020 19:45 uur | HHC Hardenberg | Afgelast | Vitesse | Stadion: Sportpark De Boshoek, Hardenberg |
| 2 december 2020 19:45 uur |                |          |         | Stadion: Sportpark De Boshoek, Hardenberg |
| 2 december 2020 19:45 uur |                |          |         | Stadion: Sportpark De Boshoek, Hardenberg |
| 2 december 2020 19:45 uur |                |          |         | Stadion: Sportpark De Boshoek, Hardenberg |
|                           |                |          |         |                                           |

|                           |               |          |                |                                          |
| 2 december 2020 19:45 uur | Kozakken Boys | Afgelast | Harkemase Boys | Stadion: Sportpark De Zwaaier, Werkendam |
| 2 december 2020 19:45 uur |               |          |                | Stadion: Sportpark De Zwaaier, Werkendam |
| 2 december 2020 19:45 uur |               |          |                | Stadion: Sportpark De Zwaaier, Werkendam |
| 2 december 2020 19:45 uur |               |          |                | Stadion: Sportpark De Zwaaier, Werkendam |
|                           |               |          |                |                                          |

|                           |         |          |            |                                      |
| 2 december 2020 19:45 uur | OSS '20 | Afgelast | VV Katwijk | Stadion: Sportpark de Rusheuvel, Oss |
| 2 december 2020 19:45 uur |         |          |            | Stadion: Sportpark de Rusheuvel, Oss |
| 2 december 2020 19:45 uur |         |          |            | Stadion: Sportpark de Rusheuvel, Oss |
| 2 december 2020 19:45 uur |         |          |            | Stadion: Sportpark de Rusheuvel, Oss |
|                           |         |          |            |                                      |

|                           |                   |          |        |                                              |
| 2 december 2020 19:45 uur | H.V. & C.V. Quick | Afgelast | N.E.C. | Stadion: Sportpark Nieuw Hanenburg, Den Haag |
| 2 december 2020 19:45 uur |                   |          |        | Stadion: Sportpark Nieuw Hanenburg, Den Haag |
| 2 december 2020 19:45 uur |                   |          |        | Stadion: Sportpark Nieuw Hanenburg, Den Haag |
| 2 december 2020 19:45 uur |                   |          |        | Stadion: Sportpark Nieuw Hanenburg, Den Haag |
|                           |                   |          |        |                                              |

|                           |     |          |              |                                 |
| 2 december 2020 19:45 uur | TEC | Afgelast | FC Groningen | Stadion: Sportpark De Lok, Tiel |
| 2 december 2020 19:45 uur |     |          |              | Stadion: Sportpark De Lok, Tiel |
| 2 december 2020 19:45 uur |     |          |              | Stadion: Sportpark De Lok, Tiel |
| 2 december 2020 19:45 uur |     |          |              | Stadion: Sportpark De Lok, Tiel |
|                           |     |          |              |                                 |

|                           |     |          |                  |                                      |
| 2 december 2020 19:45 uur | UNA | Afgelast | RKSV Groene Ster | Stadion: Sportpark Zeelst, Veldhoven |
| 2 december 2020 19:45 uur |     |          |                  | Stadion: Sportpark Zeelst, Veldhoven |
| 2 december 2020 19:45 uur |     |          |                  | Stadion: Sportpark Zeelst, Veldhoven |
| 2 december 2020 19:45 uur |     |          |                  | Stadion: Sportpark Zeelst, Veldhoven |
|                           |     |          |                  |                                      |

|                           |            |          |         |                                             |
| 2 december 2020 19:45 uur | Westlandia | Afgelast | SteDoCo | Stadion: Sportpark De Hoge Bomen, Naaldwijk |
| 2 december 2020 19:45 uur |            |          |         | Stadion: Sportpark De Hoge Bomen, Naaldwijk |
| 2 december 2020 19:45 uur |            |          |         | Stadion: Sportpark De Hoge Bomen, Naaldwijk |
| 2 december 2020 19:45 uur |            |          |         | Stadion: Sportpark De Hoge Bomen, Naaldwijk |
|                           |            |          |         |                                             |

#### Tweede ronde
Door de coronamaatregelen werden alle amateurclubs uit het toernooi gezet. Dit omdat zij geen trainingen mogen houden en wedstrijden mogen spelen. Hierdoor ontstond de situatie waarin er nog 23 betaaldvoetbalclubs overbleven. Hiervan zijn er negen vrijgeloot. Drie van deze vrijgelote clubs hadden hun wedstrijd in de eerste ronde tegen een amateurclub niet zien doorgaan. Hierdoor speelden zij twee rondes minder dan diverse andere clubs die de achtste finales bereikten. De loting in de Fox Sports-studio werd op 21 november 2020 verricht door Mohamed Hamdaoui.
De volgende teams zijn vrijgeloot:
- ADO Den Haag
- AZ
- Feyenoord

- Fortuna Sittard
- sc Heerenveen
- Heracles Almelo

- MVV Maastricht
- N.E.C.
- FC Volendam

|                            |                                   |               |            |                                                                                        |
| 15 december 2020 18:45 uur | Excelsior                         | 2 – 0 (0 – 0) | PEC Zwolle | Stadion: Van Donge & De Roo Stadion, Rotterdam Toeschouwers: 0 Scheidsrechter: Gerrets |
| 15 december 2020 18:45 uur | Oude Kotte 63' Mendes Moreira 86' |               |            | Stadion: Van Donge & De Roo Stadion, Rotterdam Toeschouwers: 0 Scheidsrechter: Gerrets |
| 15 december 2020 18:45 uur |                                   |               |            | Stadion: Van Donge & De Roo Stadion, Rotterdam Toeschouwers: 0 Scheidsrechter: Gerrets |
| 15 december 2020 18:45 uur |                                   |               |            | Stadion: Van Donge & De Roo Stadion, Rotterdam Toeschouwers: 0 Scheidsrechter: Gerrets |
|                            |                                   |               |            |                                                                                        |

|                            |                     |               |               |                                                                       |
| 15 december 2020 21:00 uur | FC Emmen            | 2 – 1 (0 – 1) | FC Groningen  | Stadion: De Oude Meerdijk, Emmen Toeschouwers: 0 Scheidsrechter: Blom |
| 15 december 2020 21:00 uur | Bijl 60' Jansen 67' |               | 27' Lundqvist | Stadion: De Oude Meerdijk, Emmen Toeschouwers: 0 Scheidsrechter: Blom |
| 15 december 2020 21:00 uur |                     |               |               | Stadion: De Oude Meerdijk, Emmen Toeschouwers: 0 Scheidsrechter: Blom |
| 15 december 2020 21:00 uur |                     |               |               | Stadion: De Oude Meerdijk, Emmen Toeschouwers: 0 Scheidsrechter: Blom |
|                            |                     |               |               |                                                                       |

|                            |                  |               |                                                  |                                                                         |
| 16 december 2020 16:30 uur | Almere City FC   | 1 – 4 (1 – 2) | VVV-Venlo                                        | Stadion: Yanmar Stadion, Almere Toeschouwers: 0 Scheidsrechter: Nijhuis |
| 16 december 2020 16:30 uur | Gelmi 10' (e.d.) |               | 33' V. van Crooij 45+1', 70' Arias 53' Linthorst | Stadion: Yanmar Stadion, Almere Toeschouwers: 0 Scheidsrechter: Nijhuis |
| 16 december 2020 16:30 uur |                  |               |                                                  | Stadion: Yanmar Stadion, Almere Toeschouwers: 0 Scheidsrechter: Nijhuis |
| 16 december 2020 16:30 uur |                  |               |                                                  | Stadion: Yanmar Stadion, Almere Toeschouwers: 0 Scheidsrechter: Nijhuis |
|                            |                  |               |                                                  |                                                                         |

|                            |               |               |                          |                                                                                            |
| 16 december 2020 18:45 uur | De Graafschap | 1 – 2 (0 – 0) | PSV                      | Stadion: Stadion De Vijverberg, Doetinchem Toeschouwers: 0 Scheidsrechter: Van den Kerkhof |
| 16 december 2020 18:45 uur | Hilderink 90' |               | 56' (pen.) Max 85' Malen | Stadion: Stadion De Vijverberg, Doetinchem Toeschouwers: 0 Scheidsrechter: Van den Kerkhof |
| 16 december 2020 18:45 uur |               |               |                          | Stadion: Stadion De Vijverberg, Doetinchem Toeschouwers: 0 Scheidsrechter: Van den Kerkhof |
| 16 december 2020 18:45 uur |               |               |                          | Stadion: Stadion De Vijverberg, Doetinchem Toeschouwers: 0 Scheidsrechter: Van den Kerkhof |
|                            |               |               |                          |                                                                                            |

|                            |                                                     |               |                                          |                                                                                |
| 16 december 2020 21:00 uur | Ajax                                                | 5 – 4 (2 – 1) | FC Utrecht                               | Stadion: Johan Cruijff ArenA, Amsterdam Toeschouwers: 0 Scheidsrechter: Higler |
| 16 december 2020 21:00 uur | Tadić 8', 90' Labyad 45+1', 80' St. Jago 53' (e.d.) |               | 2', 47' Mahi 55' Van de Streek 70' Sylla | Stadion: Johan Cruijff ArenA, Amsterdam Toeschouwers: 0 Scheidsrechter: Higler |
| 16 december 2020 21:00 uur |                                                     |               |                                          | Stadion: Johan Cruijff ArenA, Amsterdam Toeschouwers: 0 Scheidsrechter: Higler |
| 16 december 2020 21:00 uur |                                                     |               |                                          | Stadion: Johan Cruijff ArenA, Amsterdam Toeschouwers: 0 Scheidsrechter: Higler |
|                            |                                                     |               |                                          |                                                                                |

|                            |                 |               |                             |                                                                             |
| 17 december 2020 18:45 uur | SC Cambuur      | 1 – 2 (1 – 1) | Go Ahead Eagles             | Stadion: Cambuurstadion, Leeuwarden Toeschouwers: 0 Scheidsrechter: Oostrom |
| 17 december 2020 18:45 uur | Oratmangoen 29' |               | 32' Brouwers 63' Van Hoeven | Stadion: Cambuurstadion, Leeuwarden Toeschouwers: 0 Scheidsrechter: Oostrom |
| 17 december 2020 18:45 uur |                 |               |                             | Stadion: Cambuurstadion, Leeuwarden Toeschouwers: 0 Scheidsrechter: Oostrom |
| 17 december 2020 18:45 uur |                 |               |                             | Stadion: Cambuurstadion, Leeuwarden Toeschouwers: 0 Scheidsrechter: Oostrom |
|                            |                 |               |                             |                                                                             |

|                            |           |                         |         |                                                                                         |
| 17 december 2020 21:00 uur | Willem II | 0 – 2 (0 – 1)           | Vitesse | Stadion: Koning Willem II Stadion, Tilburg Toeschouwers: 0 Scheidsrechter: Van der Eijk |
| 17 december 2020 21:00 uur |           | 20' Manhoef 63' Buitink |         | Stadion: Koning Willem II Stadion, Tilburg Toeschouwers: 0 Scheidsrechter: Van der Eijk |
| 17 december 2020 21:00 uur |           |                         |         | Stadion: Koning Willem II Stadion, Tilburg Toeschouwers: 0 Scheidsrechter: Van der Eijk |
| 17 december 2020 21:00 uur |           |                         |         | Stadion: Koning Willem II Stadion, Tilburg Toeschouwers: 0 Scheidsrechter: Van der Eijk |
|                            |           |                         |         |                                                                                         |

#### Wedstrijdschema vanaf achtste finales
|  | Achtste finales    | Achtste finales    |               |       | Kwartfinales | Kwartfinales |  |  | Halve finales | Halve finales |  |  | Finale | Finale |
|  |                    |                    |               |       |              |              |  |  |               |               |  |  |        |        |
|  | 20 januari         |                    |               |       |              |              |  |  |               |               |  |  |        |        |
|  |                    |                    |               |       |              |              |  |  |               |               |  |  |        |        |
|  | FC Emmen           | 1                  |               |       |              |              |  |  |               |               |  |  |        |        |
|  | FC Emmen           | 1                  | 17 februari   |       |              |              |  |  |               |               |  |  |        |        |
|  | sc Heerenveen      | 2                  |               |       |              |              |  |  |               |               |  |  |        |        |
|  | sc Heerenveen      | 2                  | sc Heerenveen | 4     |              |              |  |  |               |               |  |  |        |        |
|  | 20 januari         |                    | sc Heerenveen | 4     |              |              |  |  |               |               |  |  |        |        |
|  |                    | Feyenoord          | 3             |       |              |              |  |  |               |               |  |  |        |        |
|  | Feyenoord          | Feyenoord          | 3             | 3     |              |              |  |  |               |               |  |  |        |        |
|  | Feyenoord          |                    | 3 maart       | 3     |              |              |  |  |               |               |  |  |        |        |
|  | Heracles Almelo    | 2                  |               |       |              |              |  |  |               |               |  |  |        |        |
|  | Heracles Almelo    | 2                  | sc Heerenveen | 0     |              |              |  |  |               |               |  |  |        |        |
|  | 20 januari         |                    | sc Heerenveen | 0     |              |              |  |  |               |               |  |  |        |        |
|  |                    | Ajax               | 3             |       |              |              |  |  |               |               |  |  |        |        |
|  | AZ                 | Ajax               | 3             | 0     |              |              |  |  |               |               |  |  |        |        |
|  | AZ                 | 10 februari        |               | 0     |              |              |  |  |               |               |  |  |        |        |
|  | Ajax               | 1                  |               |       |              |              |  |  |               |               |  |  |        |        |
|  | Ajax               | 1                  | Ajax          | 2     |              |              |  |  |               |               |  |  |        |        |
|  | 19 januari         |                    | Ajax          | 2     |              |              |  |  |               |               |  |  |        |        |
|  |                    | PSV                | 1             |       |              |              |  |  |               |               |  |  |        |        |
|  | FC Volendam        | PSV                | 1             | 0     |              |              |  |  |               |               |  |  |        |        |
|  | FC Volendam        |                    | 18 april      | 0     |              |              |  |  |               |               |  |  |        |        |
|  | PSV                | 2                  |               |       |              |              |  |  |               |               |  |  |        |        |
|  | PSV                | 2                  | Ajax          | 2     |              |              |  |  |               |               |  |  |        |        |
|  | 19 januari         |                    | Ajax          | 2     |              |              |  |  |               |               |  |  |        |        |
|  |                    | Vitesse            | 1             |       |              |              |  |  |               |               |  |  |        |        |
|  | MVV Maastricht     | Vitesse            | 1             | 2 (4) |              |              |  |  |               |               |  |  |        |        |
|  | MVV Maastricht     | 9 februari         |               | 2 (4) |              |              |  |  |               |               |  |  |        |        |
|  | Excelsior (w.n.s.) | 2 (5)              |               |       |              |              |  |  |               |               |  |  |        |        |
|  | Excelsior (w.n.s.) | 2 (5)              | Excelsior     | 0     |              |              |  |  |               |               |  |  |        |        |
|  | 19 januari         |                    | Excelsior     | 0     |              |              |  |  |               |               |  |  |        |        |
|  |                    | Vitesse            | 1             |       |              |              |  |  |               |               |  |  |        |        |
|  | Vitesse            | Vitesse            | 1             | 2     |              |              |  |  |               |               |  |  |        |        |
|  | Vitesse            |                    | 2 maart       | 2     |              |              |  |  |               |               |  |  |        |        |
|  | ADO Den Haag       | 1                  |               |       |              |              |  |  |               |               |  |  |        |        |
|  | ADO Den Haag       | 1                  | Vitesse       | 2     |              |              |  |  |               |               |  |  |        |        |
|  | 21 januari         |                    | Vitesse       | 2     |              |              |  |  |               |               |  |  |        |        |
|  |                    | VVV-Venlo          | 0             |       |              |              |  |  |               |               |  |  |        |        |
|  | N.E.C. (w.n.v.)    | VVV-Venlo          | 0             | 3     |              |              |  |  |               |               |  |  |        |        |
|  | N.E.C. (w.n.v.)    | 17 februari        |               | 3     |              |              |  |  |               |               |  |  |        |        |
|  | Fortuna Sittard    | 2                  |               |       |              |              |  |  |               |               |  |  |        |        |
|  | Fortuna Sittard    | 2                  | N.E.C.        | 1     |              |              |  |  |               |               |  |  |        |        |
|  | 21 januari         |                    | N.E.C.        | 1     |              |              |  |  |               |               |  |  |        |        |
|  |                    | VVV-Venlo (w.n.v.) | 2             |       |              |              |  |  |               |               |  |  |        |        |
|  | VVV-Venlo          | VVV-Venlo (w.n.v.) | 2             | 1     |              |              |  |  |               |               |  |  |        |        |
|  | VVV-Venlo          |                    |               | 1     |              |              |  |  |               |               |  |  |        |        |
|  | Go Ahead Eagles    | 0                  |               |       |              |              |  |  |               |               |  |  |        |        |
|  | Go Ahead Eagles    | 0                  |               |       |              |              |  |  |               |               |  |  |        |        |

#### Achtste finales
De wedstrijden van de achtste finales vonden plaats op 19, 20 en 21 januari 2021. De loting hiervoor werd op zaterdag 19 december 2020 verricht in de Fox Sports-studio door Sjaak Polak. Ditmaal werd er ook nog 'doorgeloot' voor de kwartfinales, daarbij werd bekendgemaakt welke clubs thuis zullen spelen tijdens deze kwartfinales.
|                           |                                              |                                      |                                                       |                                                                                     |
| 19 januari 2021 16:30 uur | MVV Maastricht                               | 2 – 2 (2 – 2, 2 – 1) n.v. 4 – 5 pen. | Excelsior                                             | Stadion: Stadion De Geusselt, Maastricht Toeschouwers: 0 Scheidsrechter: Van Boekel |
| 19 januari 2021 16:30 uur | Kostons 42' Schroijen 45'                    |                                      | 16' (pen.) Ómarsson 71' Horemans                      | Stadion: Stadion De Geusselt, Maastricht Toeschouwers: 0 Scheidsrechter: Van Boekel |
| 19 januari 2021 16:30 uur | Strafschoppen                                |                                      |                                                       | Stadion: Stadion De Geusselt, Maastricht Toeschouwers: 0 Scheidsrechter: Van Boekel |
| 19 januari 2021 16:30 uur | Schroijen Naudts Deom Mickels Salasiwa Mares |                                      | Bruins Ómarsson Verhaar Mendes Moreira Meijer Fischer | Stadion: Stadion De Geusselt, Maastricht Toeschouwers: 0 Scheidsrechter: Van Boekel |
|                           |                                              |                                      |                                                       |                                                                                     |

|                           |                     |               |              |                                                                   |
| 19 januari 2021 18:45 uur | Vitesse             | 2 – 1 (1 – 0) | ADO Den Haag | Stadion: GelreDome, Arnhem Toeschouwers: 0 Scheidsrechter: Higler |
| 19 januari 2021 18:45 uur | Openda 25' Bero 71' |               | 81' Ćatić    | Stadion: GelreDome, Arnhem Toeschouwers: 0 Scheidsrechter: Higler |
| 19 januari 2021 18:45 uur |                     |               |              | Stadion: GelreDome, Arnhem Toeschouwers: 0 Scheidsrechter: Higler |
| 19 januari 2021 18:45 uur |                     |               |              | Stadion: GelreDome, Arnhem Toeschouwers: 0 Scheidsrechter: Higler |
|                           |                     |               |              |                                                                   |

|                           |             |                                 |     |                                                                     |
| 19 januari 2021 21:00 uur | FC Volendam | 0 – 2 (0 – 0)                   | PSV | Stadion: Kras Stadion, Volendam Toeschouwers: 0 Scheidsrechter: Bax |
| 19 januari 2021 21:00 uur |             | 51' Madueke 79' (pen.) Dumfries |     | Stadion: Kras Stadion, Volendam Toeschouwers: 0 Scheidsrechter: Bax |
| 19 januari 2021 21:00 uur |             |                                 |     | Stadion: Kras Stadion, Volendam Toeschouwers: 0 Scheidsrechter: Bax |
| 19 januari 2021 21:00 uur |             |                                 |     | Stadion: Kras Stadion, Volendam Toeschouwers: 0 Scheidsrechter: Bax |
|                           |             |                                 |     |                                                                     |

|                           |          |               |                                  |                                                                         |
| 20 januari 2021 16:30 uur | FC Emmen | 1 – 2 (1 – 0) | sc Heerenveen                    | Stadion: De Oude Meerdijk, Emmen Toeschouwers: 0 Scheidsrechter: Mulder |
| 20 januari 2021 16:30 uur | Peña 44' |               | 72' Nygren 90' (pen.) J. Veerman | Stadion: De Oude Meerdijk, Emmen Toeschouwers: 0 Scheidsrechter: Mulder |
| 20 januari 2021 16:30 uur |          |               |                                  | Stadion: De Oude Meerdijk, Emmen Toeschouwers: 0 Scheidsrechter: Mulder |
| 20 januari 2021 16:30 uur |          |               |                                  | Stadion: De Oude Meerdijk, Emmen Toeschouwers: 0 Scheidsrechter: Mulder |
|                           |          |               |                                  |                                                                         |

|                           |                                             |               |                          |                                                                      |
| 20 januari 2021 18:45 uur | Feyenoord                                   | 3 – 2 (1 – 1) | Heracles Almelo          | Stadion: De Kuip, Rotterdam Toeschouwers: 0 Scheidsrechter: Manschot |
| 20 januari 2021 18:45 uur | Sinisterra 45+2' Linssen 53' Geertruida 84' |               | 33' Burgzorg 90+2' Szőke | Stadion: De Kuip, Rotterdam Toeschouwers: 0 Scheidsrechter: Manschot |
| 20 januari 2021 18:45 uur |                                             |               |                          | Stadion: De Kuip, Rotterdam Toeschouwers: 0 Scheidsrechter: Manschot |
| 20 januari 2021 18:45 uur |                                             |               |                          | Stadion: De Kuip, Rotterdam Toeschouwers: 0 Scheidsrechter: Manschot |
|                           |                                             |               |                          |                                                                      |

|                           |    |               |      |                                                                         |
| 20 januari 2021 21:00 uur | AZ | 0 – 1 (0 – 1) | Ajax | Stadion: AFAS Stadion, Alkmaar Toeschouwers: 0 Scheidsrechter: Kamphuis |
| 20 januari 2021 21:00 uur |    | 34' Labyad    |      | Stadion: AFAS Stadion, Alkmaar Toeschouwers: 0 Scheidsrechter: Kamphuis |
| 20 januari 2021 21:00 uur |    |               |      | Stadion: AFAS Stadion, Alkmaar Toeschouwers: 0 Scheidsrechter: Kamphuis |
| 20 januari 2021 21:00 uur |    |               |      | Stadion: AFAS Stadion, Alkmaar Toeschouwers: 0 Scheidsrechter: Kamphuis |
|                           |    |               |      |                                                                         |

|                           |                                          |                           |                    |                                                                        |
| 21 januari 2021 18:45 uur | N.E.C.                                   | 3 – 2 (1 – 1, 0 – 0) n.v. | Fortuna Sittard    | Stadion: Goffertstadion, Nijmegen Toeschouwers: 0 Scheidsrechter: Blom |
| 21 januari 2021 18:45 uur | Janga 64' Bruijn 97' (pen.) Beekman 102' |                           | 60', 103' Flemming | Stadion: Goffertstadion, Nijmegen Toeschouwers: 0 Scheidsrechter: Blom |
| 21 januari 2021 18:45 uur |                                          |                           |                    | Stadion: Goffertstadion, Nijmegen Toeschouwers: 0 Scheidsrechter: Blom |
| 21 januari 2021 18:45 uur |                                          |                           |                    | Stadion: Goffertstadion, Nijmegen Toeschouwers: 0 Scheidsrechter: Blom |
|                           |                                          |                           |                    |                                                                        |

|                           |               |               |                 |                                                                                    |
| 21 januari 2021 21:00 uur | VVV-Venlo     | 1 – 0 (1 – 0) | Go Ahead Eagles | Stadion: Covebo Stadion - De Koel -, Venlo Toeschouwers: 0 Scheidsrechter: Martens |
| 21 januari 2021 21:00 uur | Bastiaans 35' |               |                 | Stadion: Covebo Stadion - De Koel -, Venlo Toeschouwers: 0 Scheidsrechter: Martens |
| 21 januari 2021 21:00 uur |               |               |                 | Stadion: Covebo Stadion - De Koel -, Venlo Toeschouwers: 0 Scheidsrechter: Martens |
| 21 januari 2021 21:00 uur |               |               |                 | Stadion: Covebo Stadion - De Koel -, Venlo Toeschouwers: 0 Scheidsrechter: Martens |
|                           |               |               |                 |                                                                                    |

#### Kwartfinales
De wedstrijden van de kwartfinales vonden plaats op 9, 10 en 17 februari 2021. De loting voor deze kwartfinales was in tweeën gedeeld. Het eerste gedeelte werd op zaterdag 19 december 2020 verricht in de Fox Sports-studio door Sjaak Polak. Tijdens deze loting werden de thuisspelende clubs bekendgemaakt. Het tweede gedeelte werd op zaterdag 23 januari 2021 verricht in dezelfde studio, die dan de ESPN-studio heet en deze loting werd verricht door Kees Kwakman. De Volendammer bepaalde de uitspelende clubs. Om het spektakel nog groter te maken werd er ook nog 'doorgeloot' voor de halve finales. Vanaf deze ronde wordt er gebruikgemaakt van een video-assistent (VAR) en een assistent videoscheidsrechter (AVAR).
|                           |           |               |              | |
| 9 februari 2021 20:00 uur | Excelsior | 0 – 1 (0 – 0) | Vitesse      | Stadion: Van Donge & De Roo Stadion, Rotterdam Toeschouwers: 0 Scheidsrechter: Higler Video-assistent: Gerrets AVAR: R. de Nas |
| 9 februari 2021 20:00 uur |           | verslag       | 90+1' Openda | Stadion: Van Donge & De Roo Stadion, Rotterdam Toeschouwers: 0 Scheidsrechter: Higler Video-assistent: Gerrets AVAR: R. de Nas |
| 9 februari 2021 20:00 uur |           |               |              | Stadion: Van Donge & De Roo Stadion, Rotterdam Toeschouwers: 0 Scheidsrechter: Higler Video-assistent: Gerrets AVAR: R. de Nas |
| 9 februari 2021 20:00 uur |           |               |              | Stadion: Van Donge & De Roo Stadion, Rotterdam Toeschouwers: 0 Scheidsrechter: Higler Video-assistent: Gerrets AVAR: R. de Nas |
|                           |           |               |              | |

|                            |                 |               |                      | |
| 10 februari 2021 20:00 uur | Ajax            | 2 – 1 (2 – 0) | PSV                  | Stadion: Johan Cruijff ArenA, Amsterdam Toeschouwers: 0 Scheidsrechter: Gözübüyük Video-assistent: Manschot AVAR: E. Kleinjan |
| 10 februari 2021 20:00 uur | Haller 19', 24' | verslag       | 58' (e.d.) J. Timber | Stadion: Johan Cruijff ArenA, Amsterdam Toeschouwers: 0 Scheidsrechter: Gözübüyük Video-assistent: Manschot AVAR: E. Kleinjan |
| 10 februari 2021 20:00 uur |                 |               |                      | Stadion: Johan Cruijff ArenA, Amsterdam Toeschouwers: 0 Scheidsrechter: Gözübüyük Video-assistent: Manschot AVAR: E. Kleinjan |
| 10 februari 2021 20:00 uur |                 |               |                      | Stadion: Johan Cruijff ArenA, Amsterdam Toeschouwers: 0 Scheidsrechter: Gözübüyük Video-assistent: Manschot AVAR: E. Kleinjan |
|                            |                 |               |                      | |

| |           |                           |                              | |
| 17 februari 2021 16:30 uur | N.E.C.    | 1 – 2 (1 – 1, 0 – 1) n.v. | VVV-Venlo                    | Stadion: Erve Asito, Almelo Toeschouwers: 0 Scheidsrechter: Manschot Video-assistent: Kooij AVAR: M. Janssen |
| 17 februari 2021 16:30 uur | Janga 57' | verslag                   | 23' Giakoumakis 105' Shabani | Stadion: Erve Asito, Almelo Toeschouwers: 0 Scheidsrechter: Manschot Video-assistent: Kooij AVAR: M. Janssen |
| 17 februari 2021 16:30 uur |           |                           |                              | Stadion: Erve Asito, Almelo Toeschouwers: 0 Scheidsrechter: Manschot Video-assistent: Kooij AVAR: M. Janssen |
| 17 februari 2021 16:30 uur |           |                           |                              | Stadion: Erve Asito, Almelo Toeschouwers: 0 Scheidsrechter: Manschot Video-assistent: Kooij AVAR: M. Janssen |
| Bijz.: Deze wedstrijd stond oorspronkelijk gepland op woensdag 10 februari 2021. Toen werd hij echter afgelast vanwege de sneeuw en de vorst van de voorgaande dagen, waardoor het veld onbespeelbaar was geworden. Hierdoor werd er besloten om deze wedstrijd te verplaatsen naar het Erve Asito-stadion in Almelo. Bij het inplannen van deze bekerwedstrijd moest er rekening worden gehouden met de aanvangstijden van de wedstrijden in de Champions League. De UEFA-regels staan niet toe dat er tegelijkertijd met Champions Leaguewedstrijden ook wedstrijden uit de nationale (beker)competitie live op televisie worden uitgezonden. |           |                           |                              | |

| |                                                    |               |                                                   | |
| 17 februari 2021 18:45 uur | sc Heerenveen                                      | 4 – 3 (1 – 0) | Feyenoord                                         | Stadion: Abe Lenstra Stadion, Heerenveen Toeschouwers: 0 Scheidsrechter: Mulder Video-assistent: Van den Kerkhof AVAR: Y. Weterings |
| 17 februari 2021 18:45 uur | Kaib 15' Nygren 81' Marsman 86' (e.d.) De Jong 88' | verslag       | 47' Linssen 57', 27', 66' Berghuis 61' Geertruida | Stadion: Abe Lenstra Stadion, Heerenveen Toeschouwers: 0 Scheidsrechter: Mulder Video-assistent: Van den Kerkhof AVAR: Y. Weterings |
| 17 februari 2021 18:45 uur |                                                    |               |                                                   | Stadion: Abe Lenstra Stadion, Heerenveen Toeschouwers: 0 Scheidsrechter: Mulder Video-assistent: Van den Kerkhof AVAR: Y. Weterings |
| 17 februari 2021 18:45 uur |                                                    |               |                                                   | Stadion: Abe Lenstra Stadion, Heerenveen Toeschouwers: 0 Scheidsrechter: Mulder Video-assistent: Van den Kerkhof AVAR: Y. Weterings |
| Bijz.: Deze wedstrijd stond oorspronkelijk gepland op donderdag 11 februari 2021. Toen werd hij echter afgelast vanwege de sneeuw en de vorst van de voorgaande dagen, waardoor het veld onbespeelbaar was geworden. Bij het inplannen van deze bekerwedstrijd moest er rekening worden gehouden met de aanvangstijden van de wedstrijden in de Champions League. De UEFA-regels staan niet toe dat er tegelijkertijd met Champions Leaguewedstrijden ook wedstrijden uit de nationale (beker)competitie live op televisie worden uitgezonden. |                                                    |               |                                                   | |

#### Halve finales
De wedstrijden van de halve finales vinden plaats op 2 en 3 maart 2021. De loting was in twee delen opgedeeld. Het eerste gedeelte werd op zaterdag 23 januari 2021 verricht in de ESPN-studio door Kees Kwakman. Tijdens deze loting werden de thuisspelende clubs bekendgemaakt. Het tweede gedeelte werd op zaterdag 13 februari 2021 verricht door Arnold Bruggink in dezelfde studio; daarmee werden de uitspelende clubs bepaald. De winnaar van de wedstrijd tussen sc Heerenveen en Ajax werd als 'thuisspelende' club bij de finale in De Kuip benoemd.
|                        |                       |               |           | |
| 2 maart 2021 21:00 uur | Vitesse               | 2 – 0 (0 – 0) | VVV-Venlo | Stadion: GelreDome, Arnhem Toeschouwers: 0 Scheidsrechter: Lindhout Video-assistent: Makkelie AVAR: R. Polman |
| 2 maart 2021 21:00 uur | Broja 75' Tannane 84' | verslag       |           | Stadion: GelreDome, Arnhem Toeschouwers: 0 Scheidsrechter: Lindhout Video-assistent: Makkelie AVAR: R. Polman |
| 2 maart 2021 21:00 uur |                       |               |           | Stadion: GelreDome, Arnhem Toeschouwers: 0 Scheidsrechter: Lindhout Video-assistent: Makkelie AVAR: R. Polman |
| 2 maart 2021 21:00 uur |                       |               |           | Stadion: GelreDome, Arnhem Toeschouwers: 0 Scheidsrechter: Lindhout Video-assistent: Makkelie AVAR: R. Polman |
|                        |                       |               |           | |

|                        |               |               |                                         | |
| 3 maart 2021 21:00 uur | sc Heerenveen | 0 – 3 (0 – 1) | Ajax                                    | Stadion: Abe Lenstra Stadion, Heerenveen Toeschouwers: 0 Scheidsrechter: Nijhuis Video-assistent: Higler AVAR: R. de Nas |
| 3 maart 2021 21:00 uur |               | verslag       | 19' Klaassen 63' (pen.) Tadić 77' Neres | Stadion: Abe Lenstra Stadion, Heerenveen Toeschouwers: 0 Scheidsrechter: Nijhuis Video-assistent: Higler AVAR: R. de Nas |
| 3 maart 2021 21:00 uur |               |               |                                         | Stadion: Abe Lenstra Stadion, Heerenveen Toeschouwers: 0 Scheidsrechter: Nijhuis Video-assistent: Higler AVAR: R. de Nas |
| 3 maart 2021 21:00 uur |               |               |                                         | Stadion: Abe Lenstra Stadion, Heerenveen Toeschouwers: 0 Scheidsrechter: Nijhuis Video-assistent: Higler AVAR: R. de Nas |
|                        |               |               |                                         | |

#### Finale
|                                           |                                        |               |                 | |
| Finale KNVB Beker 18 april 2021 18:00 uur | Ajax                                   | 2 – 1 (1 – 1) | Vitesse         | Stadion: De Kuip, Rotterdam Toeschouwers: 0 Toeschouwers: 3.000 Toeschouwers: 0 (in GelreDome *) Toeschouwers: 5.000 Toeschouwers: 0 (in Johan Cruijff ArenA *) Scheidsrechter: Björn Kuipers Assistenten: Sander van Roekel Assistenten: Erwin Zeinstra Vierde official: Allard Lindhout Video-assistent: Pol van Boekel AVAR: Joost van Zuilen |
| Finale KNVB Beker 18 april 2021 18:00 uur | Ryan Gravenberch 23' David Neres 90+1' | verslag       | 30' Loïs Openda | Stadion: De Kuip, Rotterdam Toeschouwers: 0 Toeschouwers: 3.000 Toeschouwers: 0 (in GelreDome *) Toeschouwers: 5.000 Toeschouwers: 0 (in Johan Cruijff ArenA *) Scheidsrechter: Björn Kuipers Assistenten: Sander van Roekel Assistenten: Erwin Zeinstra Vierde official: Allard Lindhout Video-assistent: Pol van Boekel AVAR: Joost van Zuilen |
| Finale KNVB Beker 18 april 2021 18:00 uur |                                        |               |                 | Stadion: De Kuip, Rotterdam Toeschouwers: 0 Toeschouwers: 3.000 Toeschouwers: 0 (in GelreDome *) Toeschouwers: 5.000 Toeschouwers: 0 (in Johan Cruijff ArenA *) Scheidsrechter: Björn Kuipers Assistenten: Sander van Roekel Assistenten: Erwin Zeinstra Vierde official: Allard Lindhout Video-assistent: Pol van Boekel AVAR: Joost van Zuilen |
| Finale KNVB Beker 18 april 2021 18:00 uur |                                        |               |                 | Stadion: De Kuip, Rotterdam Toeschouwers: 0 Toeschouwers: 3.000 Toeschouwers: 0 (in GelreDome *) Toeschouwers: 5.000 Toeschouwers: 0 (in Johan Cruijff ArenA *) Scheidsrechter: Björn Kuipers Assistenten: Sander van Roekel Assistenten: Erwin Zeinstra Vierde official: Allard Lindhout Video-assistent: Pol van Boekel AVAR: Joost van Zuilen |
|                                           |                                        |               |                 | |

| Ajax | Vitesse |

|                |    |                      |       |
|                |    |                      |       |
| DM             | 01 | Maarten Stekelenburg |       |
| RV             | 15 | Devyne Rensch        | 75'   |
| CV             | 02 | Jurriën Timber       |       |
| CV             | 21 | Lisandro Martínez    |       |
| LV             | 31 | Nicolás Tagliafico   | 90+5' |
| RM             | 04 | Edson Álvarez        |       |
| CM             | 06 | Davy Klaassen        | 88'   |
| LM             | 08 | Ryan Gravenberch     |       |
| RB             | 39 | Antony               | 87'   |
| SP             | 22 | / Sébastien Haller   |       |
| LB             | 10 | Dušan Tadić          |       |
| Wisselspelers: |    |                      |       |
| DM             | 16 | Kjell Scherpen       |       |
| DM             | 33 | Dominik Kotarski     |       |
| VD             | 03 | Perr Schuurs         | 75'   |
| VD             | 05 | Sean Klaiber         |       |
| VD             | 12 | / Noussair Mazraoui  |       |
| MV             | 18 | Jurgen Ekkelenkamp   | 88'   |
| MV             | 19 | / Zakaria Labyad     |       |
| MV             | 20 | Mohammed Kudus       |       |
| AV             | 07 | David Neres          | 87'   |
| AV             | 09 | / Oussama Idrissi    |       |
| AV             | 23 | Lassina Traoré       |       |
| AV             | 30 | / Brian Brobbey      |       |
| Trainer:       |    |                      |       |
| Erik ten Hag   |    |                      |       |

|                |    |                   |         |
|                |    |                   |         |
| DM             | 22 | Remko Pasveer     |         |
| RV             | 02 | Eli Dasa          | 46'     |
| CV             | 03 | Danilho Doekhi    |         |
| CV             | 10 | Riechedly Bazoer  |         |
| CV             | 06 | Jacob Rasmussen   | 86'     |
| LV             | 32 | Maximilian Wittek | 74' 89' |
| RM             | 08 | Sondre Tronstad   |         |
| CM             | 14 | / Oussama Tannane | 63' 89' |
| LM             | 21 | Matúš Bero        | 90+5'   |
| SP             | 07 | Loïs Openda       | 65'     |
| SP             | 11 | / Armando Broja   |         |
| Wisselspelers: |    |                   |         |
| DM             | 23 | Bilal Bayazit     |         |
| DM             | 24 | Jeroen Houwen     |         |
| VD             | 16 | Alois Oroz        | 46'     |
| VD             | 18 | Tomáš Hájek       | 89'     |
| VD             | 39 | Enzo Cornelisse   |         |
| VD             | 42 | Million Manhoef   |         |
| MV             | 20 | Thomas Bruns      |         |
| MV             | 27 | Idrissa Touré     | 65' 72' |
| MV             | 40 | Daan Huisman      |         |
| AV             | 09 | Oussama Darfalou  | 89'     |
| AV             | 17 | Hilary Gong       |         |
| AV             | 19 | Noah Ohio         |         |
| Trainer:       |    |                   |         |
| Thomas Letsch  |    |                   |         |

Bijz.: * In het GelreDome en de Johan Cruijff ArenA zouden grote beeldschermen worden geplaatst, waar supporters gezamenlijk naar de wedstrijd zouden konden kijken. Op 8 april 2021 maakte Ajax bekend dat de finale niet op grote schermen in het Amsterdamse onderkomen te zien zal zijn. Waarom er geen public viewing kwam, maakte de club niet bekend. Op 14 april 2021 maakte Vitesse bekend dat de finale niet op grote schermen in het Arnhemse onderkomen te zien zal zijn. De belangrijkste twee redenen waarom er geen public viewing-evenement kwam waren de extra kosten en te weinig belangstelling.
| KNVB Beker 2020/21    |
| --------------------- |
| Ajax Twintigste titel |